# 1994年のテレビ (日本)
1994年のテレビ（1994ねんのテレビ）では、1994年（平成6年）の日本におけるテレビジョン放送全般の動向についてまとめる。

## 番組関係のできごと

### 1月
- 4日 - フジテレビのミニ紀行・グルメ番組『くいしん坊!万才』の9代目くいしん坊として、刑事ドラマ『太陽にほえろ!』（日本テレビ系）の「五代潤（スニーカー）」や、学園ドラマ『スクール☆ウォーズ』（TBS系）の主人公「滝沢賢治」役などで知られる俳優の山下真司がこの日の放送から登場（山下は1997年12月30日まで4年間に亘って担当[注 1]）。
- 5日 - 日本テレビ系のクイズ番組『クイズ世界はSHOW by ショーバイ!!』はこの日、前年12月25日に死去した初代司会者・逸見政孝（48歳没）を追悼して「逸見さんに捧げる逸見さんスペシャル」と題した企画を放送。
- 10日 - TBS系の『ナショナル劇場』の時代劇『水戸黄門 第22部』でこの日放送された第34話「大黒様を笑わせた男 -日光-」を最後に、「風車の弥七」役の中谷一郎が大腸癌手術の為無期限の休養となる[注 2]。
- 15日 - 関西テレビで歌手・タレントのやしきたかじんが司会のトークバラエティ番組『たかじん胸いっぱい』（関西ローカル）が放送開始（後に『胸いっぱいサミット!』に改題[注 3]、 - 2021年3月27日）。
- 16日 - フジテレビ系でテレビアニメ『ハウス食品世界名作劇場 七つの海のティコ』放送開始。「原作のないオリジナル作品」「主人公は日系人」「舞台の一部に日本」「設定時期は現代（1994年）」と、あらゆる点で史上初（そして唯一）の作品となる。なお4月より、それまでのハウス食品一社提供からハウスを筆頭とする複数社提供と代わったため、冠名が10年振りに『世界名作劇場』に戻される。
- 30日 - テレビ朝日系『象印クイズ ヒントでピント』の女性軍3枠を務めた麻木久仁子が降板。
- 31日 - TBS系『ナショナル劇場』で時代劇『江戸を斬るVIII』がスタート。主役の遠山金四郎はVIIに引き続き里見浩太朗（1988年2月22日に放送終了した『水戸黄門 第17部』以来6年ぶりの登場）が担当。また紫頭巾となる水戸斉昭の娘・おゆきは養女という設定で城之内早苗が、女目明し・お鈴役には中野みゆきがそれぞれ担当。

### 2月
- 6日 - テレビ朝日系のクイズ番組・『象印クイズ ヒントでピント』の女性軍3枠に兵藤ゆきが登板[2]。
- 12日〜27日 - リレハンメルオリンピック開催、NHKで連日中継。オリンピックはこの年から冬季、夏季の2年間隔での開催となった。
- 15日 - フジテレビ系『火曜ワイドスペシャル』で、『オールスター水泳大会25周年記念 同窓会スペシャル』を放送。『オールスター水泳大会シリーズ』の出演者・競技・水着姿などを振り返る番組で、司会は1980年代中期までシリーズの司会を担当したおりも政夫と、同年代末期から司会を担当の田代まさし・桑野信義・森口博子。ナレーターは青嶋達也（フジテレビアナウンサー）。

### 3月
- 16日 - 日本テレビ系『クイズ世界はSHOW by ショーバイ!!』の新司会者に、福澤朗アナウンサー（当時。後にフリーアナウンサーに転身）が正式に就任。
- 21日 - 読売テレビ制作・日本テレビ系列のアニメ『コボちゃん』が終了（なお、放送終了後も半年後の9月には『コボちゃんスペシャル 祭りがいっぱい!』、1998年9月には『コボちゃんスペシャル 約束のマジックディ』が放映された）。次番組はバラエティ番組『即席!明るい改造計画』となったため、1967年春開始の『黄金バット』（読売テレビ制作）以来、27年続いた日本テレビ19時枠のアニメが中断するが、半年後の10月17日に『改造計画』の次番組として開始した『魔法騎士レイアース』で再開する。
- 23日 - フジテレビ系で1992年10月に開始した音楽情報番組『MJ -MUSIC JOURNAL-』がこの日放送の90分スペシャルをもって終了、同時にフジテレビのゴールデン・プライム枠の音楽番組は後述の『HEY!HEY!HEY!』まで半年間、一方『ザ・ヒットパレード』以来35年続いた生放送歌謡番組としては、2015年4月開始の『水曜歌謡祭』まで21年間中断する。
- 24日 - TBS月〜木曜19時枠の日替わりバラエティ『ザッツ!』がこの日で廃枠。火曜日の『ウェディングベル』はそのまま、木曜日の『上岡龍太郎VS50人』は『上岡龍太郎がズバリ!』と再改題して独立継続する。
- 25日 - 関西テレビ等で1965年10月から放送されていたテレビドラマシリーズ『宝塚映画シリーズ→阪急ドラマシリーズ』が『学校の怪談』をもって終了、28年半の歴史に幕。
- 26日 - 毎日放送・TBS系で1976年から続いたアニメ『まんが日本昔ばなし』がゴールデンタイムから撤退、4月より土曜朝枠へ移動（ローカルセールス降格）。TBSの19時枠のテレビアニメは2003年春開始の『探偵学園Q』まで中断。
- 27日
  - 日本テレビ日曜22時30分枠のバラエティ番組放送枠『笑撃的電影箱』が、この日の放送で廃枠。構成番組の『進め!電波少年』（前半）と『ダウンタウンのガキの使いやあらへんで!!』（後半）は、それぞれ独立して継続。
  - 中京テレビ制作で日本テレビ系[注 4]を中心に全国で放送されていた『お笑いマンガ道場』が終了。中京ローカル時代から18年の歴史に幕。
- 28日 - 日本テレビ平日19時枠の情報番組『追跡』が終了、6年の歴史に幕。これに伴い、4月以降の日本テレビの19時枠には日・火・水・木に1時間番組を設置する。
- 29日 - フジテレビ系『森田一義アワー 笑っていいとも!』火曜日レギュラーのウッチャンナンチャンがこの日の放送で卒業、足掛け5年に亘るレギュラー出演に幕。
- 31日
  - 日本テレビ系で1973年から続いた単発特別番組枠『木曜スペシャル』が終了、21年の歴史に幕。最後の番組は、かつて放送された『NTV紅白歌のベストテン』の復刻版『今夜復活・紅白歌のベストテン』。
  - フジテレビ系の報道番組『FNNスーパータイム』のメインアンカーマンを1987年10月より務めた安藤優子が卒業[注 5]。またスポーツコーナーを1985年10月から担当した長田渚左、森末慎二も卒業。安藤は足掛け6年半、長田と森末は足かけ9年にわたって出演した。
  - フジテレビ系の『プロ野球ニュース』が番組単体での放送をいったん終了（4月開始の『ニュースJAPAN』（平日）および『スポーツWAVE』（土・日曜）へ内包。1995年4月より土・日のみ単体番組へ復帰）。

### 4月
- 1日
  - フジテレビ系の報道・情報番組が大改編。まず朝の情報番組『めざましテレビ』がスタート[3]。初代司会者はNHKを退職したばかりの元同局アナウンサー大塚範一と同局の八木亜希子、向坂樹興両アナウンサー[注 6]（2025年現在も継続中）。『おはよう!ナイスデイ』は司会にTBS系の朝の情報番組『ビッグモーニング』の司会を務めたフリーアナウンサー・タレントの生島ヒロシを迎え2時間番組として8時スタートとなってリニューアル。アシスタントは大林典子アナウンサーが3年ぶりに登板。『FNNスーパータイム』は『報道2001』のアシスタント・松山香織キャスターを迎え、6年ぶりにメインアンカーマンがフジテレビアナウンサーと元他局のアナウンサー体制となった。またスポーツコーナーは慶應義塾大学蹴球部監督に就任した元・2代目アンカーマンの上田昭夫（2015年没）と『プロ野球ニュース』から移動の中井美穂アナウンサーが担当。深夜の報道番組で平日に『ニュースJAPAN』がスタート、初代司会者は『スーパータイム』から移動の安藤優子と元NHKアナウンサー宮川俊二[3][注 7]、ジャーナリスト木村太郎の3人[注 7]（ - 2015年3月）。新生『プロ野球ニュース』は福井謙二アナウンサーと志岐幸子が担当。休日には『スポーツWAVE』がスタート、土曜日司会者は元プロレスラーの高田延彦と元バドミントン選手の陣内貴美子、川端健嗣アナウンサーらが、日曜日司会者はプロゴルファーの湯原信光、元プロ野球選手で野球評論家の田尾安志、木幡美子アナウンサーらが担当（ - 1995年3月）。松山が抜けた『報道2001』は共同テレビ所属のフリーアナウンサー・関戸めぐみが担当。これに伴い『ポンキッキーズ』が17時台に移行となった。
  - 日本テレビ・読売テレビ系の深夜帯番組『EXテレビ』がこの日をもって終了（読売テレビ制作分は3月31日終了[注 8]）、4年の歴史に幕。翌週からスポーツニュースとバラエティの2部構成からなる『どんまい!! VARIETYSHOW&SPORTS』を開始（後に『どんまい!!』→『TVじゃん!!』へと改題）。
  - NHK教育テレビで1964年4月から放送されていた、学校放送の特殊学級向け番組『たのしいきょうしつ』が、この日をもって放送終了。30年の歴史に幕。
- 2日
  - 日本テレビ系で、元巨人軍投手で同局野球解説者の江川卓が司会を務める週末夜のスポーツ情報番組『スポーツうるぐす』を放送開始（ - 2010年3月）[3]。
  - 日本テレビ系『全日本プロレス中継』がこの日の放送から放送時間を30分に縮小し『全日本プロレス中継30』に改題。
  - テレビ朝日系『ワールドプロレスリング』がこの日から土曜深夜に放送枠を移行。
- 3日
  - NHK大河ドラマ『花の乱』が放送開始（ - 12月11日、主演：三田佳子）。平均視聴率は14.1%（関東地区、ビデオリサーチ調べ）と、大河ドラマ史上最低（当時）を記録[注 9]。
  - フジテレビでトークバラエティ番組『おそく起きた朝は…』が放送開始（のちに『おそく起きた昼は…』→『はやく起きた朝は…』と改題し、2025年現在も継続中）[3]。
- 4日
  - NHK、新年度編成を開始。
    - 平成6年度前期連続テレビ小説『ぴあの』（NHK大阪放送局制作、主演：純名里沙）が放送開始（ - 10月1日）。
    - 当時総合テレビと教育テレビの長寿子供番組『おかあさんといっしょ』の身体表現のおねえさんが馮智英から松野ちかへ交代。
- 6日 - フジテレビ系『笑っていいとも!』の水曜レギュラー陣に、中居正広と香取慎吾がこの日から加入。当初は2人揃っての出演だったが[注 10]、末期は中居が火曜、香取が月曜のそれぞれレギュラーを務め、2014年3月の番組終了まで20年間にわたって出演。
- 7日 - 日本テレビ系のクイズ番組『マジカル頭脳パワー!!』がこの日より土曜から木曜に移動。初回は『大マジカル頭脳パワー!!バトル王スペシャル!!』として、19時開始の2時間スペシャルで放送された。なお19時54分開始となるのは翌週14日からで、ゴールデンタイムで初となるフライングスタートを採用。
- 8日 - フジテレビ系の料理番組『料理の鉄人』がこの日より日曜から金曜に移動、放送時間も23時開始となり30→45分に拡大、スポンサーもこれまでの複数社から日産自動車一社提供となる（最終回まで継続）。
- 9日 - TBS系で堺正章司会の料理バラエティ番組『チューボーですよ!』が放送開始（2013年11月23日より『新チューボーですよ!』へ改題・リニューアル、2016年12月24日終了）。
- 10日
  - NHK総合で子供向けニュース番組『週刊こどもニュース』が放送開始。NHK報道記者だった池上彰が出演し人気を博す（ - 2010年12月）。
  - 日本テレビでナインティナイン司会のバラエティ番組『ぐるぐるナインティナイン』が放送開始（2025年現在も継続中）[3]。
- 11日 - TBS系で『ムーブ』時代に放送されていた『関口宏の東京フレンドパーク』が、この日『関口宏の東京フレンドパークII』として再登場。2011年3月まで続く人気番組となる。
- 13日
  - フジテレビ系水曜21時枠にて、三谷幸喜脚本・田村正和主演の推理ドラマ『警部補 古畑任三郎』放送開始（ - 6月29日）[3]。以後、全3シーズンに亘って制作され、2006年1月『古畑任三郎ファイナル』で終了するまで約12年に亘って制作された。
  - フジテレビ系水曜22時枠にて、1993年9月まで放送されたタモリ司会のバラエティ番組『ボキャブラ天国』が、この日から1時間番組となり『タモリのSuperボキャブラ天国』として復活[3]。同番組から爆笑問題、よゐこ、キャイ〜ン、くりぃむしちゅー、出川哲朗、月亭方正などの人気お笑い芸人を輩出。以後も改題・枠移動・司会交代を繰り返しながら継続。
- 14日 - 毎日放送・TBS系木曜20時枠で明石家さんま司会の外国人バラエティ番組『明石家多国籍軍』が放送開始[3]。同番組にレギュラー出演していた女優の中村玉緒がバラエティ路線に進出するきっかけを作ったが、さんまのスケジュールの都合などで9月22日にわずか半年で終了。
- 16日
  - 日本テレビ系土曜ドラマ枠にて、野島伸司企画・安達祐実主演の『家なき子』放送開始（ - 7月2日）[3]。安達演ずる主人公の「同情するなら金をくれ!」が流行語となり、年末には劇場版、さらに翌1995年には続編『家なき子2』が制作された。
  - 日本テレビ系土曜23時台前半枠にて、明石家さんまが10〜30代の女性数人とトークを繰り広げるトークバラエティ番組『恋のから騒ぎ』が放送開始[3]。小林麻耶・麻央姉妹など後にタレントやアナウンサーになる素人女性を輩出し、2011年3月に終了するまで17年続いた長寿番組となった（末期は金曜23時台後半にて放送）。
- 19日 - テレビ東京系火曜21時枠にて、お宝鑑定バラエティ番組『開運!なんでも鑑定団』放送開始。司会は石坂浩二[注 11]、島田紳助（のちに今田耕司に交代）。
- 26日 - 中華航空機墜落事故により、NHKと民放各局で、この日の21時過ぎから翌朝まで緊急報道体制をとった[注 12]。

### 5月
- 1日 - F1ドライバー、アイルトン・セナが事故死（34歳没）。当時、フジテレビでサンマリノGPを中継放送しており、三宅正治アナウンサー、解説の今宮純らが現地（イタリア・イモラ・サーキット）で号泣しながらセナの死を伝えた。また、3日未明（2日深夜、『ニュースJAPAN』放送終了後）には、古舘伊知郎司会による緊急追悼特番が放送された。

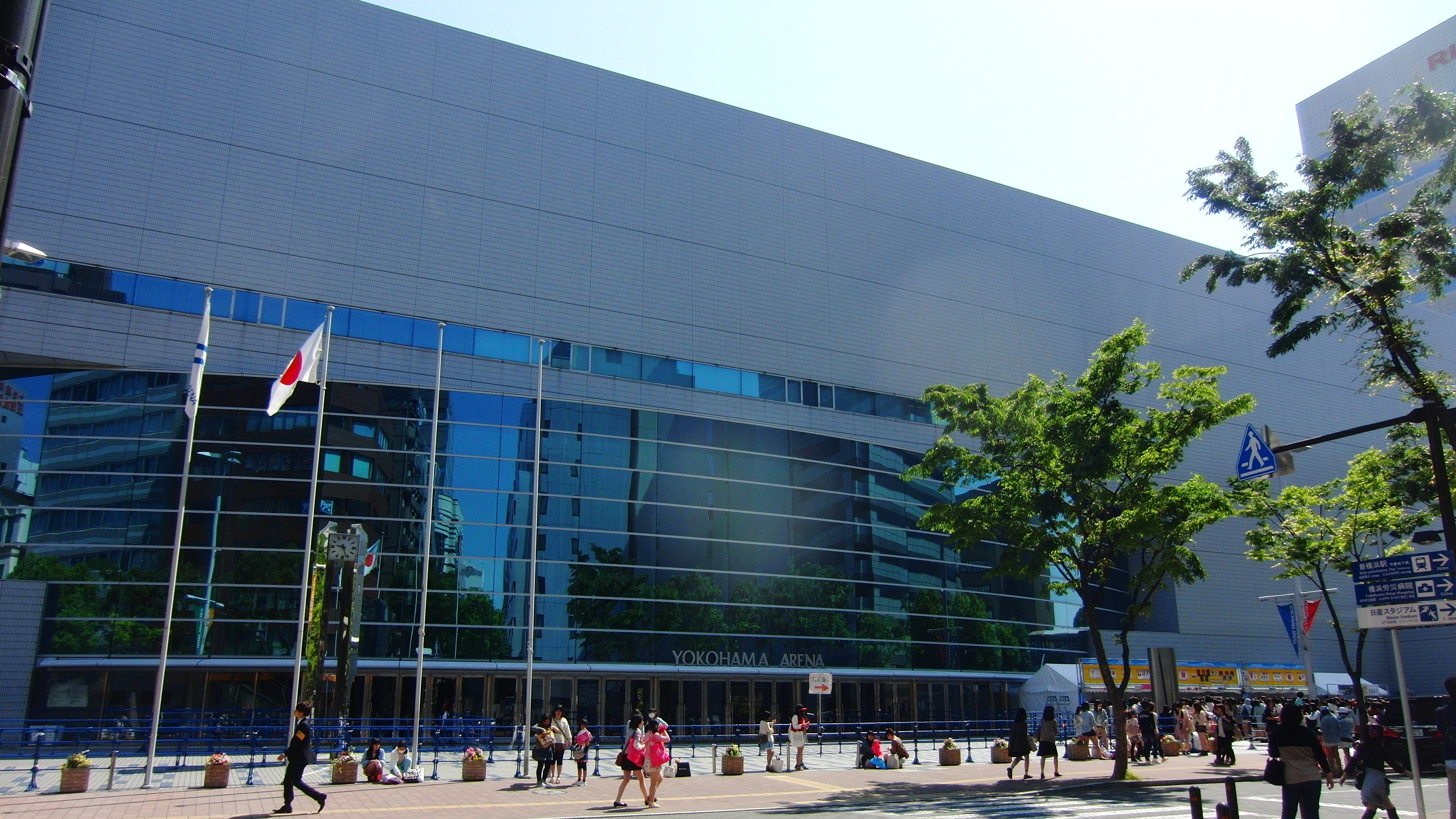
この年から1996年大会まで『オールスター紅白大運動会』の収録を行った横浜アリーナ

- 10日 - フジテレビ系で、かつて1967年および1970年 - 1985年の2期に渡って計23回放送された、名物スポーツバラエティ特別番組『オールスター紅白大運動会』がこの日、同局放送『ものまね王座決定戦』の出演者をメインとして、9年振りに復活。1996年まで5回放送される。収録は横浜アリーナで、1996年までこの場所で行われた。

### 6月
- 5月30日〜6月3日 - フジテレビ系『笑っていいとも!』が放送3000回突入を記念し、1週通しで特別企画を放送（第2997〜3001回）。司会のタモリら各曜日レギュラー陣（当時）が「ウィー・アー・ザ・ワールド」の替え歌による記念歌「ウィー・アー・ザ・いいとも!」を制作、6月2日の3000回当日はタモリ金像の除幕式も執り行われた[4]。

### 7月
- 1日 - テレビ神奈川ほか独立U局で放送されていた音楽番組『SONY MUSIC TV』が終了。
- 8日 - この日のテレビ各局は、向井千秋のスペースシャトル搭乗、村山富市首相がサミットで滞在中のナポリで体調不良になったこと、金日成北朝鮮国家主席の訃報などのニュースを中心とした内容となった。特にNHKは、金日成主席死去のニュースを多めに伝えた。

### 8月
- 2日 - お笑いタレントのビートたけしがこの日未明バイク事故を起こし重傷。この事故により、テレビ各局は早朝から対応に追われた。
  - 各局では朝のワイドショーにて、事故発生の経緯や現場の状況、関係者ら（森昌行オフィス北野社長など）のインタビュー・コメント等を伝えた。フジテレビ系でこの日朝の『おはよう!ナイスディ』にて、たけしの事故に関して視聴者からFAXにて意見を募集、番組内で紹介した。
  - たけしが司会を務めていた日本テレビ系『スーパーJOCKEY』は松村邦洋が代理で司会を担当。また同様に『天才・たけしの元気が出るテレビ!!』はレギュラー出演者の一人である俳優の松方弘樹がしばらくの間メインを務めた。
  - たけしが放送開始時から司会を務めるフジテレビ系『たけし・逸見の平成教育委員会』は事故の影響を鑑みて、番組開始時からの『たけし・逸見の』の冠を外すことにし、たけし不在時の代理司会を明石家さんま、所ジョージ、大橋巨泉が週替わりで務める形をとり『平成教育委員会・毎回がスペシャル!!』として放送された[注 13]。
  - たけしが放送開始時からメイン司会を務めているテレビ朝日系『ビートたけしのTVタックル』（2025年現在も継続中）では、当時のサブ司会であった東ちづるを中心に大橋巨泉、大島渚、山城新伍、泉ピン子、和田アキ子、小柳ルミ子、古舘伊知郎、渡辺正行、山田邦子などの特別ゲストがたけしの代役を務めた。

### 9月
- 8日 - フジテレビ系で1988年から続いたクイズ番組『クイズ!年の差なんて』がこの日の2時間スペシャルを以て終了、6年の歴史に幕。
- 12日 - フジテレビ系で1990年から続いた情報番組『今夜は!好奇心』がこの日で終了、足掛け4年半の歴史に幕。
- 25日 - テレビ朝日系で1979年から続いたクイズ番組『象印クイズ ヒントでピント』がこの日で終了、15年の歴史に幕。
- 28日 - テレビ東京系で1983年から続いたクイズ番組『クイズ地球まるかじり』シリーズ（一時期クイズ番組ではない時期があった）がこの日で終了、11年の歴史に幕。末期タイトルは『食キングクイズ!地球まるかじり』であった。なお、この月だけで『年の差』『ヒントでピント』『地球まるかじり』と、昭和後期から続いたクイズ番組が3本終了した。
- 30日 - フジテレビ系のワイドショー『タイムアングル』が終了、『3時のあなた』以来26年半にわたる昼ワイドショー枠に幕。

### 10月
- 2日〜16日 - 第12回アジア競技大会が広島で開催。NHKとTBSが共同制作で放送した[5][6]。
- 2日
  - テレビ朝日系で日曜正午に放送のサッカー情報番組『Jリーグ A GOGO!!』が、この日より45分から55分番組へ拡大。これにより、1963年10月からの『大正テレビ寄席』以来、31年間続いたテレビ朝日日曜正午枠の45分番組が終焉。またこれに伴い、12:45の『新婚さんいらっしゃい!』と13:15の『パネルクイズ アタック25』（以上朝日放送制作）は、それぞれ10分ずつ繰り下げた（2021年10月以降、前者のみ2025年現在も同じ時刻で放送）。
- 3日
  - NHK連続テレビ小説、橋田壽賀子脚本の『春よ、来い』放送開始。主演は前半を安田成美、後半は中田喜子が務めた[注 14]（ - 1995年9月）。
  - TBSが新社屋「TBS放送センター」に移転。関連の特別番組を終日放送。放送開始の局名告知は空撮による新社屋の映像をバックに同局アナウンサーの鈴木順が生放送で読み上げた。21時10分から23時24分まで放送された2時間の特別番組『テレビ新世紀!感動の超有名人300人大集合』が黒柳徹子と堺正章他の司会で生放送され、TBS社長の磯崎洋三（当時）が新社屋の愛称を「ビッグハット」と命名した。早朝はまた同特番に生出演した永六輔が、トークの途中で思わず激怒して退席するというハプニングもあった。
  - 日本テレビ系の帯番組が一部改正。『NNNきょうの出来事』が4分拡大。『ズームイン!!朝!』の新コーナー『深夜の出来事』が開始。藤井貴彦アナウンサーが担当。
  - TBS系の帯番組が一部改正。『あなたにオンタイム』が10分短縮。早朝は情報番組『ザ・フレッシュ!』がスタート[7]。司会は柴田秀一とメインキャスターは福島弓子と雨宮塔子が登板。『JNNニュース1130』はキャスターに佐古忠彦と長峰由紀が登板。
  - フジテレビ系の帯番組が一部改正。『ポンキッキーズ』が8時台に戻り30分番組となりMCをピエール瀧、BOSE、鈴木蘭々、安室奈美恵ら担当。『おはよう!ナイスデイ』は8時30分スタートの90分番組に戻る。平日午後3時枠に情報バラエティ『TVクルーズ となりのパパイヤ』がスタート[7]。司会は辰巳琢郎（月曜）、田代まさし（火・金曜）、西城秀樹（水曜）、関根勤（木曜）で、アシスタントは麻木久仁子が務めた（ - 1995年3月31日）。また『笑っていいとも!』は9代目青年隊としてあさりどが登場、セットリニューアルやレギュラー陣の一部入れ替えを実施。
  - テレビ朝日系の報道・情報番組が大幅改正。早朝は『朝イチ!N天CNN』がスタート[7]。6時には大下容子（月 - 水曜司会）、丸川珠代（木・金曜司会）、野村華苗（天気担当）両アナウンサーによる『やじうま6』がスタート[7]。『スーパーモーニング』は司会者に俳優の川野太郎が登板。お昼には『お昼のN天ワイド』がスタート[7]。司会は寺崎貴司アナウンサー。ニュースコーナーは同局の高井正憲アナウンサー（全曜日）とフリーアナウンサーの勝恵子（月 - 水曜担当）、戸田信子（木・金曜）らが担当。そして正午枠にて帯バラエティ番組『まっ昼ま王!!』がスタート（ - 1995年3月31日）[7]。夕方の『ステーションEYE』はスポーツコーナーに中山貴雄が登板。
  - テレビ東京系の報道・情報番組が大幅改正。早朝は『マーケットLIVE』がスタート（ - 1998年9月30日）キャスターに山形亜裕子（当時テレビ東京アナウンサー）が登板。『NEWSもぎたて朝一番』新キャスターに八塩圭子（当時テレビ東京アナウンサー）が登板。
- 8日 - セ・リーグ優勝決定戦『中日VS巨人』最終戦（ナゴヤ球場、いわゆる10.8決戦）を東海テレビ・フジテレビ系で中継、48.8%（関東地区、ビデオリサーチ調べ）の高視聴率を記録。
- 12日 - フジテレビ系ではこの日21時から『緊急たけし生特報!!』を放送する予定だったが、局側の判断により1週間前に放送中止を決定。代わって音楽特別番組『'94夜のヒットスタジオ超豪華!秋デラックス』を放送。司会は『夜ヒット』3代目男性司会者を務めた井上順と、中井美穂アナウンサー（当時）が務め、田原俊彦、中森明菜、工藤静香、光GENJI SUPER 5らが出演した。
- 16日 - フジテレビ系の長寿アニメ『サザエさん』が放送25周年を記念して『サザエさん放送25周年記念スペシャル』を放送[8]。
- 17日 - フジテレビ系月曜20時枠にダウンタウン司会の音楽バラエティ番組『HEY!HEY!HEY! MUSIC CHAMP』放送開始（ - 2012年12月。2020年現在は不定期特番『HEY!HEY!NEO!』として放送）[7]。
- 31日 - TBSで1958年（昭和33年）10月31日にフランキー堺の主演で放送された単発のテレビドラマ『私は貝になりたい』（加藤哲太郎原作・橋本忍脚本）のリメイク版が所ジョージの主演により「TBS放送センター落成記念番組」として36年前と同じ日に放送。

### 12月
- 24日 - 関西テレビ制作・フジテレビ系土曜23時（ミズノ一社提供）枠、とんねるず司会のお見合いバラエティ番組『ねるとん紅鯨団』（1987年10月3日 - ）がこの日で終了、7年3か月の歴史に幕。なお、年が明けて1995年1月からの後番組として、同じとんねるず司会のオークション番組『とんねるずのハンマープライス』が開始される。
- 31日
  - 『第45回NHK紅白歌合戦』放送。紅組司会は上沼恵美子、白組司会は古舘伊知郎が担当。この年は紅組・小林幸子と白組・美川憲一の衣装対決や、日本テレビ系『進め!電波少年』のレギュラー出演者松本明子が同番組の企画で会場に潜入したりなど、話題を呼んだ。
  - 日本テレビ系では18時30分から翌1995年1月1日まで『2年越し!超超興奮!仰天"生"テレビ!!』と題した長時間特別編成を実施（詳細は2年越し!超超興奮!仰天"生"テレビ!!の項を参照）。
  - TBS系で『第36回日本レコード大賞』放送。この年から会場がTBS放送センターA・Bスタジオでの開催となる。大賞はMr.Childrenの「innocent world」。なお、大賞を受賞したMr.Childrenのメンバーは海外での仕事の関係で欠席し、所属レコード会社の関係者が代理として授賞式に出席した。
  - フジテレビ系では18時30分から翌1995年1月1日未明3時30分まで『テレビの鉄人!大晦日の祭典スペシャル』と題し、延べ9時間、4番組にわたる特番編成を挙行。例年はクリスマス前後に放送される『明石家サンタの史上最大のクリスマスプレゼントショー』はこの年、この編成に組み込まれ『〜"大晦日なのに…"編』と題して放送された。

## その他テレビに関連する話題
| 富山テレビの『BBT』ロゴ |  | TBSのCIロゴ |
| 富山テレビの『BBT』ロゴ |  | TBSのCIロゴ |

| 鹿児島讀賣テレビ（4月1日開局）  |  | TBS放送センター（ビッグハット）稼働開始（10月3日） |
| 鹿児島讀賣テレビ （4月1日開局） |  | TBS放送センター（ビッグハット）稼働開始（10月3日） |

- 日本テレビが、フジテレビに代わって年間、及び年度視聴率3冠王を達成し、2003年まで10年間続いた。一方のフジテレビもこの年の年間視聴率でゴールデン、プライムの2つの時間帯にてそれぞれ首位（2冠）を獲得している。
- 1月1日 - 富山テレビ放送（フジテレビ系）が略称を「T34」から「BBT」に変更、CI導入によりロゴも一新（2025年現在も使用中）[9]。
- 1月17日 - 東京放送（TBS）が社章ロゴマークの「TBS」ロゴを一新、1991年10月から使われた「ミクロコスモス」からローマン体のCIロゴに変更（ - 2020年3月）。
- 4月1日 - 鹿児島県で4番目の民放テレビ局、鹿児島讀賣テレビ（KYT、日本テレビ系）が開局[10]。これに伴い日本テレビ系とフジテレビ系のクロスネット局だった鹿児島テレビ放送（KTS）はフジテレビ系の単独ネット局となる。これにより、鹿児島県の民放4系列4局のフルネット化が完了。なお、日本テレビ系の開局は現時点では鹿児島讀賣テレビが最後である[注 15]。
- 8月8日 - 京唄子との漫才コンビで人気を博し、フジテレビ系『唄子・啓助のおもろい夫婦』の司会や、数多くのテレビドラマにも出演したことで知られた漫才師で俳優の鳳啓助がこの日、上顎洞癌のリンパ節転移により死去（71歳没）。
- 9月8日 - TBS系『水戸黄門』の初代水戸光圀役で知られ、数多くのテレビドラマや映画などに出演した俳優の東野英治郎がこの日、心不全のため死去（86歳没）。
- 9月23日 - TBS系『肝っ玉かあさん』やフジテレビ系『かあさんの四季』などのテレビドラマで“お母さん”役を演じ、“日本の母”と称されたことで知られた女優の京塚昌子がこの日、心不全のため死去（64歳没）。
- 10月3日 - TBSの新社屋「TBS放送センター」（愛称・ビッグハット。東京都港区赤坂）完成、本社機能を新社屋に移転してこの日から本放送を開始。
- 10月5日 - TBS系『東京警備指令 ザ・ガードマン』（小森隊員）、日本テレビ系『あぶない刑事』（近藤捜査課長）、NHK連続テレビ小説『京、ふたり』（中村愛子〈畠田理恵〉の祖父・秀次）など、数多くのテレビドラマや映画などで名脇役として活動した俳優の中条静夫がこの日、癌による肝不全のため死去（68歳没）。
- 12月20日 - 日本テレビ局内（当時）にて、女優の安達祐実あてに送られた郵便物に爆発物が仕掛けられ、2人が負傷する事件が発生（日本テレビ郵便爆弾事件）。

## 開局
- 4月1日 - 鹿児島讀賣テレビ

## 周年

### 開局・放送開始
1月
- 35周年 - 長崎放送テレビジョン、NHK東京教育テレビジョン

2月
- 35周年 - テレビ朝日

3月
- 35周年 - フジテレビジョン、毎日放送テレビジョン、九州朝日放送テレビジョン、日本海テレビジョン放送

4月
- 35周年 - NHK大阪教育テレビジョン、札幌テレビ放送、東北放送テレビジョン、北日本放送テレビジョン、中国放送テレビジョン、四国放送テレビジョン、高知放送テレビジョン、熊本放送テレビジョン、南日本放送テレビジョン
- 30周年 - テレビ東京
- 25周年 - 富山テレビ放送、石川テレビ放送、長野放送、中京テレビ放送、近畿放送テレビジョン、岡山放送、瀬戸内海放送、福岡放送、サガテレビ、テレビ長崎、テレビ熊本、鹿児島テレビ放送
- 20周年 - テレビ和歌山
- 15周年 - テレビ埼玉

5月
- 25周年 - サンテレビジョン

7月
- 15周年 - 静岡第一テレビ

9月
- 35周年 - IBC岩手放送テレビジョン

10月
- 35周年 - 青森放送テレビジョン、山口放送テレビジョン、大分放送テレビジョン
- 25周年 - 秋田テレビ、福井テレビジョン放送
- 5周年 - テレビ北海道、テレビユー山形、熊本朝日放送

11月
- 35周年 - 沖縄テレビ放送

12月
- 35周年 - 山梨放送テレビジョン、山陰放送テレビジョン
- 25周年 - 青森テレビ、テレビ岩手、三重テレビ放送、テレビ愛媛

### 番組
- 放送開始40周年
  - NNNきょうの出来事（日本テレビ）
- 放送開始35周年
  - おかあさんといっしょ（NHK）
- 放送開始30周年
  - 新春スターかくし芸大会（フジテレビ）
  - ミュージックフェア（フジテレビ）
- 放送開始25周年
  - サザエさん（フジテレビ）
  - 水戸黄門（TBS）
- 放送開始20周年
  - 金曜ドラマ[注 16]
  - おかずのクッキング（テレビ朝日）
- 放送開始15周年
  - ズームイン!!朝!（日本テレビ）
  - ルックルックこんにちは（日本テレビ）
  - 3年B組金八先生（TBS）
  - ドラえもん（テレビ朝日）
  - 象印クイズ ヒントでピント（テレビ朝日）[注 17]※番組終了
- 放送開始10周年
  - FNNスーパータイム（フジテレビ）
- 放送開始5周年
  - NHKスペシャル（NHK総合）
  - 所さんの目がテン!（日本テレビ）
  - 知ってるつもり?!（日本テレビ）
  - どちら様も!!笑ってヨロシク（日本テレビ）
  - ダウンタウンのガキの使いやあらへんで!!（日本テレビ）
  - 筑紫哲也 NEWS23（TBS）
  - サンデープロジェクト（テレビ朝日）
  - ビートたけしのTVタックル（テレビ朝日）
  - ザ・スクープ（テレビ朝日）
  - 渡辺篤史の建もの探訪（テレビ朝日）

### 記念回
- 4月14日 - マジカル頭脳パワー!!（日本テレビ）100回
- 5月29日 - ダウンタウンのごっつええ感じ（フジテレビ）100回
- 6月2日 - 森田一義アワー 笑っていいとも!（フジテレビ）3000回
- 7月10日 - 象印クイズ ヒントでピント（テレビ朝日）700回[12]
- 7月31日 - スーパージョッキー（日本テレビ）500回
- 10月16日 - 新伍&紳助のあぶない話（関西テレビ）200回

## 視聴率
（※関東地区、ビデオリサーチ調べ）

### ニュース・報道
1. 細川総理記者会見（NHK総合、1月21日）38.9%
2. ニュースステーション（テレビ朝日、10月26日）34.8%
3. NHKニュース7（NHK総合、2月24日）32.7%
4. NHKニュース（NHK総合、2月12日）26.4%
5. イブニングネットワーク（NHK総合、1月21日）26.1%
6. NHKニュースおはよう日本（NHK総合、1月29日）25.7%
7. NHKニュース・天気予報（NHK総合、2月25日）24.9%
8. NHKニュース・天気予報（NHK総合、2月26日）24.2%
9. FNNスーパータイム（フジテレビ、10月8日）23.9%
10. NHKニュース9（NHK総合、2月23日）23.8%
11. NHKニュース（NHK総合、2月23日）23.5%

### ドラマ
1. 土曜グランド劇場・家なき子（最終回）（日本テレビ、7月2日）37.2%
2. 連続テレビ小説・かりん（NHK総合、2月16日・3月30日）34.6%
3. 妹よ (最終回)　(フジテレビ、12月19日) 30.7%
4. 連続テレビ小説・ぴあの（NHK総合、9月19日）30.6%
5. 橋田壽賀子ドラマ 渡る世間は鬼ばかり（TBS、3月10日）30.1%
6. 連続テレビ小説・春よ、来い（NHK総合、10月5日）29.2%
7. 人間・失格～たとえばぼくが死んだら (最終回) (TBS、9月23日) 28.9%
8. 金曜エンタテイメント・おばさんデカ 桜乙女の事件帖（フジテレビ、9月9日）27.6%
9. カネボウヒューマンスペシャル・ばいばい、フヒタ（日本テレビ、2月15日）27.2%
10. 東芝日曜劇場・スウィート・ホーム (最終回) （TBS、3月27日）26.9%
11. 29歳のクリスマス (最終回) (フジテレビ、12月22日) 26.9%
12. 水曜劇場・お金がない! (フジテレビ、9月14日) 26.0%
13. 長男の嫁 (最終回) (TBS、7月7日) 25.8%
14. この世の果て (フジテレビ、2月21日) 25.3%
15. 妹よ（フジテレビ、10月17日）25.2%
16. 橋田壽賀子ドラマ 渡る世間は鬼ばかり 秋のスペシャル（TBS、9月29日）24.7%
17. HOTEL（TBS、8月25日）24.5%
18. 土曜ワイド劇場・傑作アンコール特選 西村京太郎トラベルミステリー23　陸中海岸殺人ルート（テレビ朝日、3月12日）24.0%
19. 君といた夏（フジテレビ、9月19日）23.7%

### アニメ
1. サザエさん（フジテレビ、12月18日）31.1%
2. サザエさん（フジテレビ、11月13日・27日）28.6%
3. クレヨンしんちゃん（テレビ朝日、1月10日）27.7%
4. ドラゴンボールZ（フジテレビ、2月23日）27.5%
5. サザエさん 放送25周年スペシャル（フジテレビ、10月16日）26.2%
6. キテレツ大百科（フジテレビ、1月16日）25.7%
7. 金曜ロードショー 『ルパン三世 燃えよ斬鉄剣』(日本テレビ、7月29日) 24.9%
8. 幽☆遊☆白書（フジテレビ、2月12日）24.7%

### スポーツ
1. ナイター中継'94「中日×巨人」（フジテレビ、10月8日）48.8%
2. '94プロ野球日本シリーズ「西武×巨人」第4戦（テレビ朝日、10月26日）40.2%
3. '94プロ野球日本シリーズ「西武×巨人」第5戦（テレビ朝日、10月27日）40.1%
4. '94プロ野球日本シリーズ「西武×巨人」第3戦（テレビ朝日、10月25日）40.0%
5. プロボクシング・WBC世界バンタム級統一王座決定戦「薬師寺保栄×辰吉丈一郎」（TBS、12月4日）39.4%
6. 日本シリーズ表彰式（日本テレビ、10月28日）38.3%
7. '94プロ野球日本シリーズ「巨人×西武」第6戦（日本テレビ、10月28日）37.1%
8. 大相撲初場所・6日目（NHK総合、1月14日 17:03-18:03）35.1%
9. 木曜ファミリーランド ナイター中継'94「ヤクルト×巨人」（フジテレビ、10月4日）33.7%
10. '94プロ野球日本シリーズ「巨人×西武」第2戦（日本テレビ、10月23日）33.2%
11. 大相撲初場所・千秋楽（NHK総合、1月23日 15:20-18:00）32.2%
12. - サッポロビール新春スポーツスペシャル・第70回箱根駅伝・復路（日本テレビ、1月3日）27.3%
  - '94プロ野球日本シリーズ「巨人×西武」第1戦（日本テレビ、10月23日）27.3%
13. Jリーグチャンピオンシップ第２戦ヴェルディ川崎×鹿島アントラーズ (日本テレビ、1月16日) 25.3%

### バラエティ・歌番組
| 順位 | 視聴率 | 放送日               | 番組名                                                                                | 放送局     |
| ---- | ------ | -------------------- | ------------------------------------------------------------------------------------- | ---------- |
| 1    | 51.5%  | 12月31日 21:30-23:45 | 第45回NHK紅白歌合戦・第2部                                                            | NHK総合    |
| 2    | 40.1%  | 12月31日 19:30-21:15 | 第45回NHK紅白歌合戦・第1部                                                            | NHK総合    |
| 3    | 35.4%  | 4月5日 19:02-21:24   | 火曜ワイドスペシャル 第15回爆笑!スターものまね王座決定戦スペシャル                    | フジテレビ |
|      | 30.6%  | 10月1日 18:30-23:48  | オールスター感謝祭'94超豪華!クイズ決定版この秋お待たせ特大号                          | TBS        |
|      | 30.6%  | 11月29日 19:30-20:54 | 火曜ワイドスペシャル 第16回爆笑!スターものまね王座決定戦                              | フジテレビ |
|      | 28.7%  | 10月4日 19:00-21:24  | 火曜ワイドスペシャル 第26回オールスターものまね王座決定戦スペシャル                   | フジテレビ |
|      | 28.3%  | 10月18日 19:30-20:54 | 火曜ワイドスペシャル 第3回そっくりものまね名人大賞                                    | フジテレビ |
|      | 28.1%  | 3月9日 21:00-21:54   | とんねるずの生でダラダラいかせて!!                                                    | 日本テレビ |
|      | 27.6%  | 11月20日 19:00-19:54 | 投稿!特ホウ王国                                                                       | 日本テレビ |
|      | 27.6%  | 1月2日 18:35-20:54   | オールスター爆笑ものまね紅白歌合戦!!                                                  | フジテレビ |
|      | 26.6%  | 4月2日 18:30-23:48   | オールスター感謝祭'94超豪華!クイズ決定版この春お待たせ特大号                          | TBS        |
|      | 26.5%  | 3月29日 19:00-22:24  | '94なるほど!ザ・春の祭典スペシャル                                                    | フジテレビ |
|      | 25.9%  | 3月1日 19:00-22:54   | 火曜ワイドスペシャル あなたが選ぶ!ものまね王座決定戦ベスト101パート4                  | フジテレビ |
|      | 25.8%  | 4月6日 21:00-22:54   | 生ダラ!!私は大井アントワネット肩で風切って何が悪いのスペシャル!                       | 日本テレビ |
|      | 25.3%  | 8月23日 19:30-20:54  | 火曜ワイドスペシャル 第27回発表!日本ものまね大賞                                      | フジテレビ |
|      | 25.1%  | 3月30日 19:00-22:54  | 春は人気番組で!!SHOW by ショーバイ世界まる見えマジカル頭脳で笑ってヨロシク            | 日本テレビ |
|      | 25.1%  | 2月12日 20:00-20:54  | マジカル頭脳パワー!!                                                                  | 日本テレビ |
|      | 24.9%  | 2月13日 10:00-11:45  | 笑っていいとも!増刊号                                                                 | フジテレビ |
|      | 24.9%  | 3月27日 19:00-20:54  | 欽ちゃんスペシャル 帰ってきた家族対抗歌合戦                                           | フジテレビ |
|      | 24.5%  | 2月1日 19:30-20:54   | 火曜ワイドスペシャル かくし芸大会の裏側!とんでもないNGになってるスペシャル            | フジテレビ |
|      | 24.4%  | 10月3日 19:00-22:54  | '94なるほど!ザ・秋の祭典スペシャル                                                    | フジテレビ |
|      | 23.9%  | 10月13日 19:00-20:54 | 大マジカル頭脳パワー!!スペシャル                                                      | 日本テレビ |
|      | 23.8%  | 9月11日 22:30-22:55  | 進め!電波少年                                                                         | 日本テレビ |
|      | 23.7%  | 1月4日 21:00-22:54   | 新春オールスター 欽ドン! 同窓会スペシャル                                             | フジテレビ |
|      | 23.2%  | 2月24日 21:00-21:54  | とんねるずのみなさんのおかげです                                                      | フジテレビ |
|      | 23.2%  | 11月1日 19:30-20:54  | 火曜ワイドスペシャル 世界の超豪華・珍品料理パート10                                   | フジテレビ |
|      | 22.9%  | 3月31日 21:00-23:03  | とんねるずのみなさんのおかげです!!半年間休みますスペシャル                            | フジテレビ |
|      | 22.8%  | 10月5日 19:00-22:54  | 秋は人気番組で!!SHOW by ショーバイ世界まる見えマジカル頭脳で笑ってヨロシク特ホウ王国! | 日本テレビ |
|      | 22.7%  | 4月3日 19:00-20:54   | '94FNS番組対抗!NG名珍場面大賞                                                         | フジテレビ |
|      | 21.3%  | 3月31日 19:00-20:54  | 上岡龍太郎スペシャル・Mr.レディー50人豪華版                                           | TBS        |
|      | 21.2%  | 12月18日 20:00-20:54 | ダウンタウンのごっつええ感じ                                                          | フジテレビ |
|      | 20.5%  | 4月3日 10:00-11:45   | 笑っていいとも!増刊号                                                                 | フジテレビ |
|      | 20.0%  | 3月28日 19:00-20:54  | さよなら追跡スペシャル                                                                | 日本テレビ |

## テレビドラマ

### NHK
- 大河ドラマ
  - 炎立つ（1993年7月〜1994年3月）
  - 花の乱（4月〜12月）
- 連続テレビ小説
  - ぴあの（4月〜9月）
  - 春よ、来い（10月〜1995年9月）
- ドラマ新銀河
  - 企業病棟
  - これでいいのだ（8月22日〜9月9日）
- 金曜時代劇
  - 大江戸風雲伝
- 土曜ドラマ
  - なんだか人が恋しくて
  - 幸福の条件
  - 銀行 男たちのサバイバル
- 妻よ
- 国際共同制作ドラマ 木星脱出作戦[13]

スペシャルドラマ
- 正月ドラマ 雪 - 1月3日

### 日本テレビ系
- 土曜ドラマ
  - そのうち結婚する君へ（主演：藤谷美和子）
  - 家なき子（主演：安達祐実）[3]
  - 遠山金志郎美容室（主演：西田敏行）
  - おれはO型・牡羊座（主演：武田鉄矢）
- 水曜ドラマ
  - 横浜心中（主演：佐藤浩市）
  - 出逢った頃の君でいて（主演：陣内孝則、酒井法子）[3]
  - 禁断の果実（主演：田中美佐子）
  - 夜に抱かれて（主演：岩下志麻、東山紀之）
- 火曜時代劇
  - 父子鷹（主演：松本幸四郎、市川染五郎）
  - 江戸の用心棒（主演：高橋英樹）
- よみうりテレビ制作木曜9時
  - 三軒目の誘惑（主演：十朱幸代）※第1回作品[3]
  - お玉・幸造夫婦です（主演：八千草薫、浜田幸一）
  - 男はいらない（主演：泉ピン子）
- 金曜8時
  - ザ・ワイドショー（出演：ウッチャンナンチャン 他）
  - 西遊記（主演：唐沢寿明）[3]
  - 静かなるドン（主演：中山秀征）※最終作品
- よみうりテレビ制作土曜10時
  - 麻酔（出演：渡哲也、高橋惠子 他） ※最終作品
- スペシャルドラマ
  - 家なき子 アゲイン - 12月24日

### TBS系
- 日曜劇場
  - スウィート・ホーム（主演：布施博、山口智子）
  - ボクの就職（主演：緒形直人）
  - オトコの居場所（主演：三浦友和）
  - お兄ちゃんの選択（主演：陣内孝則）
- ナショナル劇場
  - 江戸を斬るⅧ（主演：里見浩太朗)
  - 水戸黄門・第23部（主演：佐野浅夫)
- 火9
  - ひとの不幸は蜜の味（主演：大竹しのぶ）
  - スチュワーデスの恋人（主演：宅麻伸）[3]
  - 毎度ゴメンなさぁい（主演：松雪泰子）
  - 私の運命（主演：坂井真紀）
- 木曜ドラマ
  - 長男の嫁 （主演：浅野ゆう子）※第1回作品[3]
  - 男嫌い（主演：菊池桃子）
  - 家族A（主演：野村宏伸）
  - 生きていてママ（主演：古手川祐子）- 『家族A』打ち切りに伴うつなぎ編成（全2話）
- 金9
  - もしも願いが叶うなら（主演：中山美穂、浜田雅功）
  - アリよさらば（主演：矢沢永吉）[3]
  - カミング・ホーム（主演：常盤貴子）
  - 夢見る頃を過ぎても（主演：保坂尚輝）
- 金曜ドラマ
  - いつも心に太陽を（主演：西田敏行、観月ありさ）
  - 適齢期（出演：三上博史、菊池桃子他）[3]
  - 人間・失格〜たとえばぼくが死んだら（主演：赤井英和）
  - 僕が彼女に、借金をした理由。（主演：真田広之、小泉今日子）
- スペシャルドラマ
  - ダブル・キッチンお正月スペシャル 花岡家ハワイに行く - 1月2日
  - ホテルスペシャル'94春〜姉さん異常です!!結婚しない女で満室!? - 4月7日
  - 極道落ちこぼれII・駆けおちしました!? - 4月8日
  - 私は貝になりたい（所ジョージ版）- 10月31日

### フジテレビ系
- 月9
  - この世の果て（主演：鈴木保奈美、三上博史）
  - 上を向いて歩こう!（主演：西田ひかる、舘ひろし）[3]
  - 君といた夏（主演：筒井道隆、瀬戸朝香）
  - 妹よ（主演：和久井映見、岸谷五朗）[7]
- 水曜劇場
  - 夏子の酒（主演：和久井映見）
  - 警部補 古畑任三郎（第1シリーズ）（主演：田村正和）[3]
  - お金がない!（主演：織田裕二）
  - 若者のすべて（主演：萩原聖人、木村拓哉）[7]
- 木曜劇場
  - 陽のあたる場所（主演：中村雅俊）
  - この愛に生きて（主演：安田成美）[3]
  - グッドモーニング（主演：浅野温子）
  - 29歳のクリスマス（主演：山口智子）[7]
- ボクたちのドラマシリーズ（第2期）
  - 幕末高校生（主演：細川ふみえ）
  - 時をかける少女（主演：内田有紀）※最終作品
- 17才-at seventeen-（出演：内田有紀、一色紗英 他）
- 金曜8時
  - 半熟卵（出演：篠ひろ子、内田有紀 他）※第1回作品
- 水曜時代劇
  - 八丁堀捕物ばなし（第1シリーズ）
  - 鬼平犯科帳（中村吉右衛門版第5シリーズ）
  - 銭形平次（北大路欣也版第4シリーズ）
- 東海テレビ制作昼の帯ドラマ
  - あなたが好きです
  - 白の条件[3]
  - 愛の天使
  - 魅せられて[7]
- スペシャルドラマ
  - 仰げば尊し - 1月3日
  - サザエさん4（浅野温子版）- 4月7日
  - 犬神家の一族 - 10月7日
  - 季節はずれの海岸物語 涙の最終回スペシャル - 10月13日
  - 人間ドキュメント 逸見政孝物語（主演：三田村邦彦、坂口良子）- 12月23日

### テレビ朝日系
- 水曜9時
  - はぐれ刑事純情派（第7シリーズ）[3]
  - さすらい刑事旅情編（第7シリーズ）[7]
- 月曜ドラマ・イン
  - 南くんの恋人（主演：高橋由美子、武田真治）
  - クニさんちの魔女たち（出演：石黒賢、黒木瞳、田村翔子、細川ふみえ、小田茜、鶴田真由 他）[3]
  - 青春の影（主演：袴田吉彦、河相我聞）
  - 東京大学物語（主演：稲垣吾郎、瀬戸朝香）
- 火曜ドラマリーグ→火曜ドラマ（朝日放送制作）
  - お姉さんの朝帰り（主演：水野真紀） - 2シリーズ（1月 - 2月、5月 - 6月）が制作された。
  - 湯けむり女子大生騒動（出演：高岡早紀、常盤貴子 他）
  - お父さんは心配症（出演：大地康雄、持田真樹、国分太一、美保純、有田気恵 他）[3]
  - 先生はワガママ（主演：名取裕子）
  - 幽霊女子高生（主演：小田茜、松尾嘉代）- 『先生はワガママ』打ち切りに伴うつなぎ編成（全2話）
  - 八神くんの家庭の事情（出演：夏木マリ、国分太一、持田真樹、角野卓造 他）
- スペシャルドラマ
  - 旗本退屈男 天下御免の巨悪斬り! - 1月3日
  - 家族ネットワーク - 1月3日
  - テレビ朝日開局35周年記念ドラマ 刑事の恋 - 4月7日

### テレビ東京系
- 金曜9時時代劇
  - あばれ八州御用旅IV
  - 喧嘩屋右近（第3シリーズ）
- スペシャルドラマ
  - 12時間超ワイドドラマ 織田信長（主演：高橋英樹）- 1月2日
  - 女系家族 - 1月3日
  - 積木くずし〜崩壊〜 - 4月5日

## テレビアニメ
- 赤ずきんチャチャ（テレビ東京）
- 七つの海のティコ（フジテレビ）
- 勇者警察ジェイデッカー（名古屋テレビ）
- ママレード・ボーイ（朝日放送）
- 美少女戦士セーラームーンS（テレビ朝日）※セーラームーンシリーズ3作目
- 機動武闘伝Gガンダム（テレビ朝日）
- モンタナ・ジョーンズ（NHK教育）
- うちのタマ知りませんか（毎日放送）[3]
- ゴールFH（NHK衛星第2）
- サッカーフィーバー（NHK衛星第2）
- 覇王大系リューナイト（テレビ東京）
- レッドバロン（日本テレビ）[3]
- 超くせになりそう（NHK衛星第2）
- あそぼう!ハローキティ（テレビ東京）
- とっても!ラッキーマン（テレビ東京）
- 白雪姫の伝説（NHK衛星第2）
- X-MEN（テレビ東京）
- おまかせスクラッパーズ（NHK教育）
- ガジェット警部（NHK衛星第2）※日本未放映分を加え再放映
- 銀河戦国群雄伝ライ（テレビ東京）
- ヤマトタケル（TBS）
- メタルファイターMIKU（テレビ東京）
- とんでぶーりん（毎日放送）
- ハックルベリー・フィン物語（NHK衛星第2）
- 学校のコワイうわさ 花子さんがきた!!（フジテレビ）※『ポンキッキーズ』内コーナーアニメ
- マクロス7（毎日放送）
- ブルーシード（テレビ東京）[7]
- ピンクパンサー（テレビ東京）[7]
- D・N・A² 〜何処かで失くしたあいつのアイツ〜（日本テレビ）
- 魔法陣グルグル（朝日放送）※第1期
- 魔法騎士レイアース（読売テレビ）※第1部
- キャプテン翼J（フジテレビ）[7]
- 親子クラブ（フジテレビ）

## 特撮番組
- ブルースワット（テレビ朝日）
  - 出演：正木蒼二、白鳥夕香、土門廣、田中優樹、干潟智子、笠原竜司、長門美由樹、佐藤信一、中井信之、西脇充子 他
- 忍者戦隊カクレンジャー（テレビ朝日）
  - 出演：小川輝晃、広瀬仁美、土田大、河合秀、ケイン・コスギ、坂本あきら、五代高之、矢尾一樹、柴田秀勝、三遊亭圓丈 他
- ウルトラセブン 太陽エネルギー作戦（日本テレビ、3月21日）
  - 出演：毒蝮三太夫、影丸茂樹、鈴木亜美  他
- ウルトラセブン 地球星人の大地（日本テレビ、10月10日）
  - 出演：毒蝮三太夫、影丸茂樹、松山鷹志、鈴木亜美、円谷浩、森次晃嗣 他

## 報道・情報・紀行・旅・教養・スポーツ・映画・番宣・ミニ番組
- 4月
  - NHKニュース11（NHK総合）
  - 週刊こどもニュース（NHK総合）
  - 日曜討論（NHK総合）
  - あさごはんだいすき（NHKBS2）
  - どんまい!スポーツ&ワイド（日本テレビ・読売テレビ）
  - スポーツうるぐす（日本テレビ）[3]
  - いきいきやまぐち4:55（山口放送）
  - スポーツホットライン（TBS）
  - 楽珍!スポーツ共和国（TBS）
  - 浪漫紀行・地球の贈り物（TBS）
  - 旅・わくわく（中部日本放送）
  - マル得ふくしま生放送（テレビユー福島）
  - いいことあるかな なんでもワイド3時間（中国放送）
  - 夕方放送局 今日もやっぱり基樹です（RKB毎日放送）
  - めざましテレビ（フジテレビ）[3]
  - ニュースJAPAN（フジテレビ）[3]
  - スポーツWAVE（フジテレビ）
  - 日だまり日曜日（関西テレビ）
  - どっこい!神田の日めくりテレビ（テレビ新広島）
  - モーニングミント（テレビ西日本）
  - 夢色レディスショック（テレビ西日本）
  - トゥナイト2（テレビ朝日）改題[3]
  - 金曜日のバラ（テレビ朝日）
  - 謎ジパング あなたの知らない日本（テレビ朝日）
  - 旅くらべ決定版（朝日放送）[3]
  - ワイドABCDE〜す（朝日放送）
  - NBAウィークリー（テレビ東京）[3]
  - NEWSもぎたて朝一番（テレビ東京）[3]
  - 千昌夫の評判家族探訪→千昌夫の評判家族!（テレビ東京）[3]
  - 草野仁のTVアゲイン（テレビ東京）[3]
  - 情報!ソースが決め手（テレビ東京）
  - にっぽんのお父さん（テレビ東京）
  - ナビゲーター（テレビ東京）
- 8月
  - めざまし天気（フジテレビ）
- 9月
  - 宵待5（毎日放送）
- 10月
  - 東京美女グルメ図鑑（日本テレビ）
  - 週末の怪人 -セントマーチンの夏-（日本テレビ）
  - ABSワイドゆう（秋田放送）
  - ゴジてれシャトル（福島中央テレビ）
  - 静岡○ごとワイド（静岡第一テレビ）
  - ザ・フレッシュ!（TBS）[7]
  - 少年時代（TBS）
  - ただいまワイド 太郎の生いき情報館（東北放送）
  - それゆけホッティーズ!（中国放送）
  - FNNニュース2:00（フジテレビ）
  - TVクルーズ となりのパパイヤ（フジテレビ）[7]
  - のりゆきのトークDE北海道（北海道文化放送）
  - 夕やけTV編集局（仙台放送）
  - 三枝の情報生テレビ うわさのミミンバ!（東海テレビ）
  - 朝イチ!N天CNN（テレビ朝日）[7]
  - やじうま6（テレビ朝日）[7]
  - お昼のN天ワイド（テレビ朝日）[7]
  - 月曜サスペンス（テレビ朝日）
  - 火曜サスペンス（テレビ朝日）
  - 水曜サスペンス（テレビ朝日）
  - 木曜サスペンス（テレビ朝日）
  - TVぶらんち（テレビ朝日）
  - Weekend H・I・P-AXEL（テレビ朝日）
  - TVダイジェスト（テレビ朝日）
  - おはよう天気です（朝日放送）
  - るり色の砂時計（九州朝日放送）
  - マーケットLIVE（テレビ東京）
  - シネマタウン（テレビ東京）
  - 週刊!テレビ五つ星（テレビ東京）
  - 週末旅発見（テレビ東京）
  - 千夜釣行（テレビ東京）
  - 昼どきっ!見聞録（テレビ東京）
  - TSCサタデーナウ（テレビせとうち）
- 11月
  - はい!テレビ朝日です（テレビ朝日）

## バラエティ番組
- 投稿!特ホウ王国（日本テレビ）
- 嗚呼!バラ色の珍生!!（日本テレビ）
- 頑張る!TV!!（日本テレビ）
- TVおじゃマンモス（日本テレビ）[3]
- 教えてあげない（読売テレビ）[3]
- 即席!明るい改造計画（読売テレビ）[3]
- 出てこい!!ムーチャス（読売テレビ）
- 目玉とメガネ（読売テレビ）
- どんまい!! VARIETYSHOW&SPORTS2部
  - 紳助のサルでもわかるニュース（読売テレビ）
  - 炸裂!!生テレフォン（読売テレビ）
  - YAMASHIRO桃源郷（読売テレビ）
- 関口宏の東京フレンドパークII（TBS）
- テレビの王様（TBS）[3]
- 超人!コロシアム（TBS）
- ジャングルTV 〜タモリの法則〜（毎日放送）[3]
- ぐるぐるナインティナイン（日本テレビ）[3]
- 明石家多国籍軍（毎日放送）[3]
- ゲッパチ!UN アワーありがとやんした!?（フジテレビ）[3]
- タモリのSuperボキャブラ天国（フジテレビ）[3]
- ラスタとんねるず'94（フジテレビ）[3]
- とんねるずのみなさんのおかげです（第3期）（フジテレビ）
- 快傑!ヘルパー（フジテレビ）[3]
- よ!大将みっけ（フジテレビ）[7]
- ケンカの花道（フジテレビ）[7]
- 学校では教えてくれないこと!!（フジテレビ）
- まっ昼ま王!!（テレビ朝日）[7]
- 目撃!ドキュン（テレビ朝日）[3]
- 開運!なんでも鑑定団（テレビ東京）[3]
- 銀BURA天国（テレビ東京）[3]
- タモリのギャップ丼（テレビ東京）
- 住宅バラエティー 我が家・大作戦!（テレビ東京）[7]
- たかじん胸いっぱい（関西テレビ）

## クイズ番組
- 超IQ!ひらめきパパ（日本テレビ）
- クイズ悪魔のささやき（TBS）
- ゴールデンタイム（フジテレビ）[3]
- クイズ庭付き一戸建て（テレビ朝日）
- 象印ニュースクイズ パンドラタイムス（テレビ朝日）
- ニョキニョキ植物王国（テレビ東京）[7]
- 闘え!脳筋カップルズ（朝日放送）

## 料理番組
- チューボーですよ!（TBS）

## トーク番組
- 真夜中の王国（NHK BS2）
- 恋のから騒ぎ（日本テレビ）[3]
- おしゃれカンケイ（日本テレビ）
- おそく起きた朝は…（フジテレビ）[3]
- 優雅なエゴイズム（毎日放送）
- たかじん・ナオコのシャベタリーノ!（毎日放送）

## 音楽番組
- ときめき夢サウンド（NHK総合）
- 夜もヒッパレ一生けんめい（日本テレビ）[3]
- HEY!HEY!HEY! MUSIC CHAMP（フジテレビ）[7]
- 音楽ニュース・HO（テレビ朝日）[14]
- えびす温泉（テレビ朝日）[7]

## 深夜番組
- オールナイトフジR（フジテレビ）
- シチリアの龍舌蘭（フジテレビ）[3]
- SWITCH（フジテレビ）[3]

## 単発特別番組枠
- スーパースペシャル'94（日本テレビ）[3]
- 木曜ファミリーランド（フジテレビ）曜日移動、改題

## 特別番組

### 単発特番
1月放送
- 1日
  - 高畑勲&宮崎駿・1994年夢の対談（日本テレビ）
  - 野生動物ウオッチング生中継'94地球の朝（フジテレビ）
  - 社長あいさつ・30周年を迎えて（テレビ東京）
  - 列島一番ワイド!わんわんモーニング（TBS）
  - '94いの一番スペシャル 日本列島おもしろ家族大集合（テレビ朝日）
  - 今よみがえる懐かしの70年代青春歌謡大全集（フジテレビ）
  - お年玉スペシャル "笑う正月!ハッスルかましてよかですか"（フジテレビ）
  - 開局35周年・ネイチァリング新春特別企画「大地の神秘・水の奇跡」（テレビ朝日）
  - 初笑い!三枝の夢芝居（関西テレビ）
- 2日
  - 初夢!ウィーンの薫り愛の二重唄 "メリー・ウィドゥ"（ABCテレビ）
  - 夢のスーパーサッカー JリーグVSビッグアイドル（テレビ朝日）
  - 初笑い!!過激5大決戦（テレビ朝日）
  - 燃えよ!世界の中華街（TBS）
  - 初夢!初笑い!!大相撲（TBS）
  - '94新春!夢の電リク!超豪華版ナマ放送!!ベストヒット歌謡曲1000（テレビ朝日）
  - タモリ・陽水の正しい大人のお正月（テレビ朝日）
  - 徹底Q明クイズ『逸品珍品これが世界の家宝だ!!』（毎日放送）
  - 栄光のミリオンスターBIG3・夢の競演（フジテレビ）
- 3日
  - 平成不況に家が建つ!汗と涙のマイホーム獲得大作戦（フジテレビ）
  - 水着パラダイス'94 アイドル初泳ぎ150分!（TBS）
  - 釣りバカ親子のお正月（テレビ朝日）
  - ワイドショーこれが日本のお正月だ!超ワイドショー決定版（フジテレビ）
  - サッカーだ!新春スペシャル（テレビ朝日）
  - 名城浪漫行 〜日本の伝統と美を求めて〜（テレビ東京）
  - 初夢紀行「アジア・ラーメン街道を行く」（テレビ朝日）
  - 世界が土俵!爆笑スター対決 お遊びワールドカップ'94（TBS）
  - たけし軍団のハワイ大家族旅行（TBS）
  - ダウンタウンのお勉強新年会（関西テレビ）
  - ウンナン連発!!おせちスペシャル（TBS）
  - テレビ東京開局30周年記念番組 神秘の大地・ナマクアランド 〜南アフリカ3万キロを行く（テレビ東京）
  - 田中美佐子のオーロラと北欧浪漫紀行（テレビ朝日）
- 4日
  - 新春絵巻スペシャル「美智子皇居の祈り」（日本テレビ）
  - 厳選!全国女にやさしい温泉宿（テレビ東京）
- 5日
  - 新春グルメ決定版・華麗なる料理名人（テレビ朝日）
  - 大家族スペシャル'94 春届け!!天国の母ちゃんへ（フジテレビ）
  - '94新春直行便とんで!夢家族（関西テレビ）
- 7日
  - にっぽん厳選グルメ旅 輝け!冬の秘湯決定版 女湯の大きな宿大賞!!（日本テレビ）
  - 旅立ち!盲導犬物語・愛と涙の365日（TBS）
- 8日 - SMAP全力投球!熱狂の武道館ライブ'94（TBS）
- 9日
  - 料理人100人激突!・決定!中国中華料理王（日本テレビ）
  - 海をわたったすし職人・シンガポールの名店を目指して…（テレビ朝日）
  - 風雲流れ旅!演歌を作る40年・星野哲郎（テレビ東京）
  - 森光子の日本全国・行列のできる店（TBS）
- 10日 - 大病からの生還（テレビ東京）
- 11日 - "名犬・珍犬・おもしろ犬" 爆笑感動編（テレビ東京）
- 14日
  - 宮沢りえ超感動体験記・発掘!フランス新事情（TBS）
  - 緊急特番 誰も知らない超特ダネスクープ!完全公開!?（フジテレビ）
- 16日
  - 秘境黒部の感動ファミリー 初めての子育て夏から冬へ（フジテレビ）
  - テレビ朝日開局35周年記念番組・平成患者学（テレビ朝日）
  - スター青春リクエスト（関西テレビ）
- 17日 - 全国有名デパート地下売り場グルメ戦争（テレビ東京）
- 19日 - じじんちゃま見てて!!密着!中村勘九郎親子の泣き笑い90日間!亡き勘三郎に捧げる晴れ舞台（テレビ朝日）
- 20日 - クイズ!アメリカで大富豪だニッポン人（日本テレビ）
- 21日
  - 決定版スーパープレーJリーグ!（TBS）
  - '94 100大スターご結婚記者会見（フジテレビ）
- 23日
  - 古代ロマンスペシャル『発見ムー大陸』（日本テレビ）
  - 完全独占生中継おめでとう!! 宅麻伸・賀来千香子 結婚披露宴（フジテレビ）
  - 有名人!自腹で行くとっておきうまい店（テレビ東京）
  - スタードキュメント・赤井英和（関西テレビ）
- 24日 - 緊急指令!平成不況をぶっとばせサバイバル仕掛け人の(秘)作戦（テレビ東京）
- 25日 - 列島縦断ふわりプロペラ機で行く離島旅（テレビ東京）
- 27日 - あなたも美しくなれる!美容法すべて見せます（日本テレビ）
- 30日 - 外国人歌謡大賞（テレビ東京）
- 31日 - テレビ朝日開局35周年記念番組 京都千二百年物語 〜四季の古都に刻まれた華麗な歴史絵巻〜（テレビ朝日）

2月放送
- 2日 - オールスター激突!!史上最強カラオケ大宴会（テレビ朝日）
- 3日 - クイズ・まるだし!ザ・芸能界（日本テレビ）
- 4日 - 突撃(秘)スター使用済み私物オークションバトル（TBS）
- 5日
  - 天才たちの見た風景（日本テレビ）
  - 芸能界免許がないのは恥ずかしい（日本テレビ）
- 6日
  - 平成「広重」おもしろ紀行 これが東海道だ! 榎木孝明の箱根〜京都魅力旅（中京テレビ）
  - ゲージツ家クマさんの中国内モンゴル大紀行（テレビ朝日）
  - スポーツ選手!涙の復活物語（関西テレビ）
- 10日 - これが爆笑マニアだ!!そんなに集めてどーすんの!?（日本テレビ）
- 11日
  - 野生チンパンジーの得意技大公開（テレビ東京）
  - ワールドスペシャル 推理!アンコールの英雄 〜ジャヤバルマン7世の生涯〜（日本テレビ）
  - 私はスーパーシンデレラ!!世界の大富豪に稼いだ日本人妻!!華麗な私生活大公開（フジテレビ）
  - つるべの朝からゲンキ組（ABCテレビ）※ABCホリデーワイド枠
- 12日
  - 必見!ビデオの甲子園（日本テレビ）
  - 室井滋、アラスカ釣り紀行（テレビ朝日）
- 13日
  - アセアン二都物語「タイ・マレーシアの光と影」（TBS）
  - ハクガンが渡る日（テレビ朝日）
  - 王貞治を支えた愛情一家（関西テレビ）
- 15日 - 1億2000万人の大熱唱!日本全国カラオケ大特集（テレビ東京）
- 16日 - 追跡!潜入!!これが噂の珍邸超豪邸（テレビ朝日）
- 18日
  - 発表!!すべて見せます!アニメの謎101（TBS）
  - 大地康雄のアマゾン大突撃4000キロ!チョウと巨大カブトムシの旅（フジテレビ）
- 19日
  - 人情一番!ニッポンの行商人（日本テレビ）
  - サイエンススペシャル・今、解き明かされる遺伝子DNAの謎（テレビ東京）
- 20日
  - 特別企画リレハンメル・聖火ランナーBIG3の挑戦（テレビ朝日）
  - 風は誰にも見えない「視力を失った女性が風速15メートルの海で目指す金メダル」（テレビ朝日）
  - 有名人がそっと教える全国会員制の店（テレビ東京）
  - アッコ・紳助のクイズ・やらせはどっちだ!（TBS）
  - 平成人間バラエティ 武田鉄矢の爆笑あんたが大賞（関西テレビ）
- 21日 - 日本屋台村戦争（テレビ東京）
- 23日 - 潜入!日本の旧家のビックリ大家宝（テレビ朝日）
- 24日 - 芸能人絶叫!これが世界の珍ホテルだ!!（日本テレビ）
- 25日
  - 今夜再会!あのスターあの一曲（TBS）
  - 超激安ショップ世界爆笑珍道中（フジテレビ）
- 26日
  - 円谷英二・大空を愛したウルトラマン（TBS）
  - 桃源郷巴馬をゆく 〜中国・長寿村のナゾ（フジテレビ）
  - 十日町雪まつり（テレビ新潟）
- 27日
  - 映像ドキュメンタリー「冬の鼓動 〜マニュアルにない北海道絶景の旅」（北海道放送）
  - 閉会式まで待てない!リレハンメル冬季オリンピック大特集（テレビ朝日）
  - 遥かなる雪と氷の回廊〜北のシルクロード5000キロ〜（関西テレビ）
  - 有名人思い出の定食屋（テレビ東京）
  - 超売れっ子!ゆかいなタレント先生（関西テレビ）

3月放送
- 2日 - 超危険命がけの仕事人!!衝撃と感動の舞台裏（テレビ朝日）
- 3日
  - ワイドショー総力取材 全部バラすぞ!芸能界・豪華挙式と涙の破局（日本テレビ）
  - 日英共同制作特別番組・21世紀へのフェアブレー（日本テレビ）
- 4日 - うれし恥ずかしTVオーディション（TBS）
- 5日
  - 春いっぱい南房総花紀行（日本テレビ）
  - 横浜マリノス中国遠征記（TBS）
  - 春一番!スポーツ熱血宣言〜今年にかける男たち〜（関西テレビ）
- 6日
  - 史上最強!超人サーカスの祭典VS吉本軍団（テレビ朝日）
  - ポール牧の豪華鍋!有名人交遊記!!（日本テレビ）
  - 語り継がれゆくもの〜柏崎・綾子舞幻想行〜（新潟テレビ21）
  - 日本縦断・美味しい人情港味紀行（テレビ東京）
  - 京大7年・役者10年!辰巳琢郎35歳（関西テレビ）
- 7日 - 結婚できない!しない!男たち（テレビ東京）
- 8日
  - 全日本!変わりダネ夫婦大賞!!（フジテレビ）
  - 超破格!東京お買い得ショップ大公開（テレビ東京）
- 9日 - 1億2000万人のアニメ名作グランプリ（テレビ朝日）
- 11日
  - あなたが愛した青春ベスト100（フジテレビ）
  - 緊急ナマ!Jリーグ前夜祭（日本テレビ）
- 12日
  - 福の神大黒様の謎・神話 "因幡の白兎" にひかれて（日本海テレビ）
  - 鳥の民は海を渡った 知られざる登呂の謎（静岡放送）
  - 風のさすらい・山頭火の世界（熊本放送）
  - 決定全日本ビデオ大賞（テレビ朝日）
  - イルカになった実可子（TBS）
- 13日
  - 桂三枝杯争奪クイズコンペ・ナイスショットでーす!（テレビ朝日）
  - ジーコVS米米CLUB・素顔のスーパーヒーロー（関西テレビ）
- 14日 - 特選!春のウマイ釣り（テレビ東京）
- 14日〜17日 - ビンビン!お笑い新鮮組（ABCテレビ）
- 18日 - いたずら大作戦春の陣（TBS）
- 19日
  - 甦る日本の美 〜至宝の修復にかける人々〜（広島テレビ）
  - 村の女は今…エラ・エンブリーが見つめた須恵村（テレビ熊本）
  - 大病気バラエティ・死の果てから生還した達人大集合（日本テレビ）
- 20日
  - 超豪華&激安!!グルメ・温泉・エステ・買い物 ヨーロッパ美しくなる体験ツアー（日本テレビ）
  - 幸せを呼ぶ不思議な石!?クリスタル大追跡!（テレビ東京）
  - 古舘伊知郎の世界うわさ徹底究明会議（TBS）
- 21日
  - 政治改革あなたが主役（テレビ東京）
  - 「瀬戸内海・島物語」〜宗次郎が奏でる心の旅〜（瀬戸内海放送）
  - ウルトラセブン・太陽エネルギー大作戦（日本テレビ）
  - 天使よ故郷をふりかえれ!（TBS）
  - ワールド・スペシャル すばらしいアンコール・ワット 〜さとうきび上人と民衆〜（日本テレビ）
  - 常識破り!日本でここだけの美味太鼓判!超満足の店（テレビ東京）
  - 山口瞳の行きつけの店（テレビ東京）
- 23日 - 超ぶったまげ!!芸能界ビックリ変装仕掛人!!（TBS）
- 24日 - 今夜決定!!超豪華春の味!人気スターが行く日本列島グルメ大賞（よみうりテレビ）
- 25日 - 芸能人100人が選ぶ不滅の映画音楽ベスト50!!（TBS）
- 26日
  - 生放送!電話で参加!?ジャイアンツと遊ぼう（日本テレビ）
  - 結婚まるごと大情報!過激訪問・新婚6組同（日本テレビ）
  - 紳助のそれがベストか（テレビ朝日）
- 28日
  - 大満足!食べ放題のウマイ寿司屋（TBS）
  - 涙と感動をもう一度!フジテレビドラマ最終回一挙公開スペシャル（フジテレビ）
  - 灼熱の秘境キンバリー・西オーストラリア縦断1万キロ（テレビ東京）
- 30日 - 決定!!夢の音楽祭'94・永遠の名曲ベスト100（テレビ朝日）
- 31日
  - 決定!!1億2000万人の日本スポーツ感動大賞（フジテレビ）
  - '94全国美人女子アナ対決!平成決定版・ローカルニュース大賞（日本テレビ）

4月放送
- 2日
  - 決定版!大相撲の魅力すべて見せます（日本テレビ）※スーパースペシャル初回
  - 桂小枝の北極大冒険（関西テレビ）
- 3日 - 戦国大発掘スペシャル「武田埋蔵金か!?信玄の墓か!?信州伊那谷に謎の洞窟発見!!今明かす黄金の伝説の真実!!」（テレビ朝日）
- 4日 - 発見!平成の超お嬢様（TBS）
- 5日
  - 緊急スペシャル!全日本すぐに逢いたくなる美人名物女将のいる温泉宿選抜!!（日本テレビ）
  - 嬉し懐かしの大感涙!オールスター故郷に錦を飾ろうスペシャル!!（TBS）
- 6日
  - 皇室スペシャル'94夏・ご結婚35周年を迎えて美智子さま愛の大軌跡（TBS）
  - 周富徳と行く中国大陸究極のグルメツアー!!（フジテレビ）
- 7日
  - 世界の天才料理人対決 超究極指令グルメ大戦（TBS）
  - '94プロ野球で盛りあがっちゃうぞスペシャル（テレビ朝日）
- 11日 - 春の引越し大戦争!にっぽん民族大移動（テレビ東京）
- 15日 - 芸能界!誰にも言えない!?(秘)二人の関係（フジテレビ）
- 22日 - オールスター親子で熱唱!!パパとママのヒット曲（フジテレビ）
- 24日
  - 恐妻家!峰竜太の家族ふれあい珍道中（日本テレビ）
  - 神田正輝の30日間30万円世界一周の旅（TBS）
  - ザ・マチャアキ爆笑おやじ快進劇（関西テレビ）
- 25日 - コメ騒動の裏側真相!あなたも偽コシを食べてる!?（テレビ東京）
- 26日 - 味と人情めぐり旅・にっぽん全国駅物語 春夏秋冬スペシャル（テレビ東京）
- 27日 - 列島大追跡!これが最高級品の味覚だ（テレビ朝日）
- 29日 - オール吉本!懐かしの青春ヒットソング（ABCテレビ）※ABCホリデーワイド第2部（午後の部）
- 30日 - 明日を考える規制緩和（テレビ東京）

5月放送
- 1日
  - 懐かしの昭和ヤクザ映画・感動の名場面（フジテレビ）
  - 鈴木清順の歴史ミステリー（テレビ朝日）
  - 華麗に変身!フランスビューティー紀行（テレビ東京）
  - FNS4局共同制作・激闘!我ら平成仕事人SP（関西テレビ / FNS系列4局）
  - 世界で成功!日本のスーパーレディー（関西テレビ）
- 3日 - 奥三河家康黄金伝説（テレビ東京）
- 6日
  - '94芸能人涙と感動母の日スペシャル（TBS）
  - 料理芸術グランプリ!!（テレビ東京）
- 7日 - つるべの世界の国からコニャニチワ（関西テレビ）
- 8日
  - さくら紀行 ドイツ・日本9000キロ、感動とふれあいの旅（テレビ朝日）
  - 豊かさを求めて 〜流通の新しい流れを探る〜（テレビ東京）
  - 特選 "美人女将" の温泉旅館（テレビ東京）
  - 森光子の昭和怪犯罪史（TBS）
  - 母へ!武田鉄矢15年目の贈る言葉（関西テレビ）
- 9日 - 超人気CMスター・これがTVコマーシャルの舞台ウラだ!（テレビ東京）
- 11日 - 日本の神ワザ大賞!!今夜激突5人の天才包丁人（テレビ朝日）
- 14日 - 周富徳・究極の料理塾（日本テレビ）
- 15日 - 各駅停車・人気駅弁98選・1417キロ食べ歩きの旅（テレビ東京）
- 16日 - 神業に迫る達人・食の人間国宝（テレビ東京）
- 20日 - 世界一対決!ギネスおもしろ七番勝負!!（TBS）
- 21日
  - 証言・満州映画協会〜いま甦る幻のフィルム〜（東海テレビ）
  - 魂で漕げ!!オールの戦士たち（テレビ東京）
- 22日
  - 爆笑!ナオコ・マーシーの得々韓国親子満喫の旅!!（日本テレビ）
  - 感激の再会!有名人思い出の学生街の味（テレビ東京）
- 23日 - 追っかけ!走る女たち（テレビ東京）
- 24日
  - パンの耳から家・土地・クルマ 平成のタダ一挙大公開!!（テレビ東京）
  - スターも仰天!全日本変わりダネお宿大賞（フジテレビ）
- 27日 - 超ぶったまげ!!オールスター変装仕掛人（TBS）
- 31日 - マグロ列島日本・豪快!王者の味を追う（テレビ東京）

6月放送
- 1日 - 上岡龍太郎のスター泣いて笑って恩返し大作戦!!（テレビ朝日）
- 3日
  - 言わせていただきます!!日本の三ッ星グルメ徹底チェック（TBS）
  - 榎木孝明の大冒険!南洋ボルネオ6000キロ（フジテレビ）
- 5日
  - 小原庄助になりたい!めざせ!会津だ!極楽バスツアー（テレビ朝日）
  - 大奮闘!スターが企画したこだわり体験ツアー（テレビ東京）
  - 福留功男の決定版!信じられない映像100選（TBS）
  - 筒井道隆 ヒマラヤをゆく（関西テレビ）
- 6日 - 稼ぐ!女のアイデア 新・珍商売（テレビ東京）
- 7日 - のんびり・ゆったり・離島の温泉・船の旅（テレビ東京）
- 10日 - 2泊3日!日本国内旅行大賞（TBS）
- 11日
  - パリと東京!未来のハイウェイ（テレビ朝日）
  - ジャンボに挑戦!燃える男のメッセージ（テレビ東京）
- 12日
  - 汗と涙!美しくやせたい女達の記録（テレビ東京）
  - 女優・吉永小百合〜いま女ざかり（関西テレビ）
- 14日
  - 古賀メロディー大全集・生誕90年（テレビ東京）
  - みんなで陽気に!大宴芸会（フジテレビ）
- 17日 - 緊急報告!時価20兆円の金塊!旧日本軍の財宝は台湾に眠る!!（TBS）
- 18日 - ここまで見せます!!興奮!Jリーグ大解剖（関西テレビ）
- 19日
  - クイズ!!最新住宅事情（テレビ朝日）
  - ラーメン・うどん・そば "三大めん" 厳選39店（テレビ東京）
  - 上岡龍太郎・島田紳助の世紀の一発屋大賞（TBS）
- 20日 - 徹底追跡!大都会の電話事件簿（テレビ東京）
- 24日 - Jリーガー大感謝祭120分フル出場スペシャル（TBS）
- 25日 - 北海道キネマ図鑑（テレビ北海道）
- 26日
  - 爆笑面白列車おんな二人旅（日本テレビ）
  - キッセイスペシャル「サイエンスメルヘン 水と大地とシンフォニー」（長野朝日放送）
  - 復活になるか成長神話（テレビ東京）
- 27日 - アイデア合戦にっぽんの結婚式（テレビ東京）
- 28日 - 笑って泣けて味がある!にっぽんの家族（テレビ東京）
- 29日 - ボクらの青春ヒットリクエスト（テレビ朝日）

7月放送
- 1日 - 我が母校が最高!!卒業スター&高校生No.1決戦（TBS）
- 2日
  - あの日に抱きしめたい!!（日本テレビ）
  - 風の音が聴きたくて 〜ゴンチチのヨーロッパ音楽紀行（TBS）
  - 角界スター総出演!今夜発表!!あなたが選んだカラオケヒット曲大賞（日本テレビ）
- 3日
  - 山城新伍の禁断の美食伝説（TBS）
  - パノラマ大冒険!旅に出よう!（関西テレビ）
- 4日 - 今年の夏は激戦過熱・日本全国お中元大戦争（テレビ東京）
- 5日
  - 南国に島々海紀行（テレビ東京）
  - '94 1億2500万人カラオケ大賞!これが日本の6000曲だ!（フジテレビ）
- 10日
  - '94キャメルトロフィーアンデス縦断!オフロード冒険記（テレビ朝日）
  - 現代病にイエローカード（テレビ東京）
- 12日 - 世界の王者に挑戦!メダリストVS芸能人・真剣勝負 IN ハワイ（フジテレビ）
- 15日 - 嫁VS姑・仁義なき戦い!最後の聖戦（TBS）
- 17日
  - クライシスシリーズ第2弾「アポロ13号・奇跡の生還」（テレビ朝日）
  - 老舗・名店・名旅館 日本の二枚目若旦那（テレビ東京）
- 19日 - 東京走って45年!はとバスだけが知っている小さな旅（テレビ東京）
- 22日 - 大公開芸能界(秘)お遊びマップこんなことやってんのスペシャル（TBS）
- 23日 - TVヒットポップ（TBS）
- 24日
  - CHAGE&ASKAスペシャル（テレビ朝日）
  - スターも悲鳴!号泣!世界の最新型スーパー絶叫マシン大集合!（テレビ東京）
- 25日 - 28兆円!胃袋市場争奪戦・外食産業の舞台裏（テレビ東京）
- 29日 - 夏休み特別企画・頭脳バトル王決定戦!（TBS）
- 30日
  - グッドウィルゲームズ（テレビ朝日）
  - スターの隠れ家大公開（日本テレビ）
  - 歌と笑いの夏祭り〜風は関西から吹く〜（関西テレビ）
- 31日
  - 報道ロマンスペシャル・壮絶!地中海の巨大マグロと素手で闘う（フジテレビ）
  - 伝統と格式・超豪華名門ホテルのすべて（テレビ東京）

8月放送
- 2日
  - ニューハーフ!!家族そろって歌合戦（フジテレビ）
  - 桂三枝 ロサンゼルス爆笑独演会（フジテレビ）
- 3日 - ド迫力満腹おもしろ大食卓（テレビ朝日）
- 6日
  - 松本清張 わが道は霧の中（長野朝日放送）
  - 超脳IQ大戦 ポン!（TBS）
  - 少女・最後の夏〜野球選手になりたくて〜（関西テレビ）
  - 清水國明ひと夏の体験 -大自然の但馬ふたり旅-（関西テレビ）
- 7日
  - 決死の地獄旅5日間!熱湯お笑いサバイバル（日本テレビ）
  - 甲子園球場70周年記念特別番組 甲子園の見た夢（ABCテレビ）
  - 加山雄三&スターの絶品とりよせグルメ（テレビ東京）
- 8日 - '94アメリカ犯罪白書 〜危険を買う男たち〜（テレビ東京）
- 10日 - 決定!!1億2492万人の名曲ベスト100（テレビ朝日）
- 13日 - 湘南ビーチバレー物語 ジャパン&ワールド'94（日本テレビ）
- 14日
  - きんさんぎんさんの夏休み（日本テレビ）
  - 終戦特集 40万人の学童疎開 〜あれから50年・手紙で綴る家族の肖像〜（テレビ朝日）
  - 感動の再会!スターが愛した思い出の宿（テレビ東京）
  - 男43歳!中村雅俊（関西テレビ）
- 17日 - 徹底取材!テレビの秘密大暴露（テレビ朝日）
- 19日
  - 汗と涙!感動ゴール芸能人マラソン列伝（フジテレビ）
  - 大家族スペシャル'94夏 生きててくれてありがとう!!2歳の弟の命を救え…10人家族 愛と涙の闘病730日（フジテレビ）
- 20日 - どう生きますか? 変化の時代を（TBS）
- 21日
  - 保奈美・真田キスの真相!!壱成VS祐実も激白 "ヒーローインタビュー" の裏側（フジテレビ）
  - とっておきのアジア達人ツアー（テレビ東京）
- 24日 - わが子が消えた!誘拐か事故か? 謎の行方不明事件徹底追跡（テレビ朝日）
- 27日 - まもなくテイクオフ!世界初の本格海上空港 関西新空港のすべて!徹底追跡（テレビ大阪）
- 28日 - B級グルメ決定版!!立ち食いでめぐる日本全国名物の味（テレビ東京）
- 29日 - '94夏総決算!猛暑に賭けた商売人（テレビ東京）
- 31日 - オールスター激突!!史上最強カラオケ大宴会（テレビ朝日）

9月放送
- 4日
  - 関西空港開港スペシャル きょうから未来・KANSAI翔んだ（関西テレビ）
  - いま飛び立つ関西国際空港!世界に響け空港賛歌（よみうりテレビ）
  - 決戦!Jリーグへの道・JFL戦士の熱い夏（TBS）
  - サンデー・ファミリースペシャル ちびっこ西部へ行く（フジテレビ）
  - 日本町は生きていた（日本テレビ）
  - 芸能人子育て事情（関西テレビ）
- 5日 - '94夏大都会 東京に何が起こったか警視庁密着60日（テレビ東京）
- 10日 - 小泉八雲 〜松江にニッポンを見た（山陰放送）
- 11日 - 今夜決定!全国健康ランド大賞（テレビ東京）
- 13日 - '94カラオケベストヒット50!（テレビ東京）
- 14日 - 日本をすくえ スーパーバンド武道館（テレビ朝日）
- 15日
  - プロヴァンスのあふれる太陽 南仏・働く障害者と街づくり（テレビ東京）
  - ドキュメンタリー ベウラの園の女性達（RKB毎日放送）
  - ありがとう大きな夏・日本ジャンボリーの5日間（日本テレビ）
  - 感動エクスプレス12「仲村トオルの奥ヒマラヤ奮闘紀行・天空の楽園1500キロ」（フジテレビ）
- 16日 - 徹底究明!海外旅行大賞（TBS）
- 17日
  - スター対抗カラオケ・マイク離さーず!!（日本テレビ）
  - 甲子園球児・アメリカ遠征記 熱闘JAPAN in L.A.（テレビ朝日）
  - ヤッタゼ!!欽ちゃん・人生のすべてを映画に（テレビ朝日）
- 18日
  - 赤井英和 "夏の軌跡"（日本テレビ）
  - 関口宏の報道大河スペシャル・インカ帝国のルーツ（TBS）
  - 関西国際空港開港記念スペシャル 密着ドキュメント・巨大空港が動き始めた!（関西テレビ）
- 19日 - この秋一番 衝撃映像&ニュース（テレビ東京）
- 20日 - 珍邸・豪邸をズラリ大公開!これが東京の面白住宅だ（テレビ東京）
- 21日 - 激録!!巨大空港24時…世紀の大引っ越し完全密着（テレビ朝日）
- 22日 - 懐かしアニメ忘れられない名ワキ役大全集!!（フジテレビ）
- 23日
  - 私の好きなKANSAIベスト50（ABCテレビ）
  - 痛快!テレビまるはだか!（ABCテレビ）
  - 縄文の謎を解く!東北黄金時代（東日本放送）
- 24日
  - 五木ひろし30周年記念特番・永遠の歌の旅人（日本テレビ）
  - 泉涌寺音舞台（毎日放送）
  - ドキュメンタリー 川の流れに -満鉄・父たちの青春-（フジテレビ）
  - 久米宏の道徳の時間（日本テレビ）
- 25日 - 輝け!Mr.レディー歌のグランプリ（テレビ東京）
- 26日
  - ぶっとびサッカースペシャル'94（テレビ東京）
  - 南米ペルー・ボリビア 〜インカの大地に幻の民を追う〜（テレビ東京）※開局30周年記念特別番組
- 27日 - めざせ味の道!日本縦断料理学校最前線（テレビ東京）
- 28日 - 豪華有名人100人が選ぶ!上岡・研のわがまま名曲ベスト1（テレビ朝日）
- 30日 - 徳光&所の珍プレーも好プレーも笑いも涙もみんなまとめて輝けスポーツえらい人グランプリ'94（日本テレビ）

10月放送
- 1日
  - たった一人のヘビー級 西島洋介山・850日の記録（テレビ朝日）
  - PMFザ・ミーティング（テレビ朝日）
  - 今田東野ナイナイの芸能界ダメならぬがねば!!（フジテレビ）
- 2日
  - 小柳ルミ子・大澄賢也のインド珍旅行（日本テレビ）
  - ロダンとその芸術（日本テレビ）
  - 鈴木清順、おくのほそ道を行く（テレビ朝日）
  - 超豪華列車で行く…感動出会い旅（テレビ東京）
  - SUPER舞の海（関西テレビ）
- 3日 - テレビ新世紀!感動の超有名人300人大集合（TBS） - TBS放送センター落成記念特番
- 5日
  - 今世紀最大!!188カ国世界突撃面白クイズ（TBS）
  - 桂小枝のかんくう発!59時間世界一周（関西テレビ）
- 6日
  - 今夜熱唱!歌謡ベストヒット大全集（日本テレビ）
  - 皇室の旅スペシャル!!（テレビ朝日）
- 15日 - '94秋スター直撃!OHアナクイズ（日本テレビ）
- 16日
  - シカン発掘スペシャル・謎の黄金都市伝説（TBS）
  - あの時代劇一挙公開!名作から "四十七人" まで（日本テレビ）
  - のぞいてみたい芸能人のお歳暮（テレビ東京）
  - ひばり・裕次郎・浩二 蔵出し最終便もう見られない昭和の大スター（TBS）
- 18日 - 日本国中・あんな市・こんな市・変わり市（テレビ東京）
- 19日 - 夢・200本・イチロー（関西テレビ）
- 20日 - 緊急リポート!盗撮都会の死角!!あなたものぞかれている（フジテレビ）
- 22日 - 国民投票制導入!激闘!秋の特番トーナメント（日本テレビ）
- 23日
  - 森信三 現代教育に今甦る（テレビ東京）
  - 秘境サハリン未踏地帯に巨大魚タイメンを釣る!!少数民族伝説の怪魚に大仁田厚が挑む（TBS）
- 24日 - 世の中捨てるモノはない!究極のリフォーム大作戦（テレビ東京）
- 27日 - 超穴場!スターが訪ねる特選グルメ&名作の旅（フジテレビ）
- 29日
  - おいしいぞ!秋の房総旬の味探訪・感動のおふくろの味（日本テレビ）
  - 世紀末シミュレーションクイズ!!大災害の生き残り方教えます（日本テレビ）
- 30日
  - よみがえるジパング（テレビ東京）
  - 菅原文太の男張ります!!日本のケンカ祭り（TBS）

11月放送
- 2日 - 激突!旅の達人選手権・日本一のトラベル王北海道死闘編（テレビ朝日）
- 3日
  - 日本寮歌祭（テレビ東京）
  - ミケランジェロ復活・システィーナ礼拝堂壁画修復13年の過程を克明に追うドキュメント（日本テレビ）
  - 野生パンダを探して!秘境四川高地を行く（テレビ朝日）
  - 復活!平安騎馬隊（テレビ東京）
  - 健康住まいスペシャル 始めよう!高齢・いきいき大作戦（TBS）
  - これが世界の超オッタマゲ!?人間（フジテレビ）
  - ドキュメンタリー 新天地を求めて〜ベトナム経済発展の影に〜（関西テレビ）
- 5日 - '94さんまと1億人のジャイアンツ60年秘宝大発掘スペシャル（日本テレビ）
- 6日
  - 報道ロマンスペシャル 人魚伝説・ジュゴンを追う（フジテレビ）
  - 独占!!笑激スペシャル
  - 芸能人(秘)で通う地方ツアーの隠れ宿&味なお店（テレビ東京）
  - 渡辺徹の超常ミステリー!実録スター怪奇体験（TBS）
  - チャレンジャー 柴田恭兵（関西テレビ）
- 7日 - 中国の漢方療法のすべて（テレビ東京）
- 8日
  - 列島縦断・紅葉に染まる黄金の滝めぐり（テレビ東京）
  - FNS歌謡祭番外編・'94華の歌女衆勢ぞろい（フジテレビ）
- 11日 - 明石家さんまの人間やめたろかスペシャル（TBS）
- 12日 - ゴルフ天国と地獄（フジテレビ）
- 13日
  - ザ・青春!演歌同窓会（日本テレビ）
  - 平成ガキッチョ倶楽部（テレビ朝日）
- 14日 - 生き残り・サービス合戦・美容師たちの華麗な戦い（テレビ東京）
- 17日 - 生か死か!衝撃映像一挙公開!!これが世界の大冒険だ（フジテレビ）
- 18日 - 爆笑!平成のイチャモン100連発・所さんの世の中改造計画（TBS）
- 19日
  - 菅原文太の中国漢方紀行（日本テレビ）
  - そして子供がいなくなる!?（テレビ朝日）
  - 一足お先に大放出!全部見せます芸能界!!ワイドショー総力取材芸能人VSリポーターが大激突（日本テレビ）
  - 輝くアイドル!〜15歳の挑戦〜（関西テレビ）
- 20日
  - 熱血先生と小さなジャズメン（テレビ朝日）
  - 美味しさの仕掛け人（テレビ東京）
  - 緊急スポーツ特別番組・大相撲横綱スペシャル（TBS）
  - 嫁姑200人大集合!世紀の最終決戦（テレビ東京）
  - 田中義剛の牧場づくり奮戦記（関西テレビ）
- 21日 - 大満足だ!アイデア勝負・これがにっぽんの団体旅行（テレビ東京）
- 22日 - 大当たり・17兆円の大フィーバー・パチンコ大特集（テレビ東京）
- 23日
  - 至芸・伝統のきわみ（テレビ東京）
  - クイズもしかして日本一!?（テレビ朝日）
  - 輝ける額 〜20世紀の巨匠・天才建築家ライドと日本（TBS）
- 25日
  - 今夜あなたも大笑い 特殊カメラがとらえた面白映像（TBS）
  - 今夜公開!!敷地30万坪超豪華御殿で華麗なる私生活!夫婦でつかんだ立身出世(秘)成功物語 涙と笑いと感動スペシャル（テレビ東京）
- 26日
  - 森光子感動スペシャル 百万人が泣いた!永遠の名舞台 "放浪記" 33年間の秘話（フジテレビ）
  - 道 〜北の道・道の音（テレビ北海道）
  - 緊急生放送! 高塚光が超能力者廃業宣言!! 病んだ日本列島に奇跡が!? 今夜あなたも超能力者に…（日本テレビ）
- 27日
  - ポール牧の味わいふれあい寺めぐり!!（日本テレビ）
  - ウマバラエティ 美女の冒険!GI(秘)大作戦（フジテレビ）
  - 秋野暢子の不妊・悲劇・危機出産!母たちの決断（TBS）
- 28日 - さらば就職難!もうひとつの青春・平成下積み奮闘記（テレビ東京）
- 29日 - 人生いろいろ・愛と涙の40年 島倉千代子 激動の人生（テレビ東京）

12月放送
- 1日 - 緊急潜入スペシャル 世界の魔境と暗黒儀式100選!!（フジテレビ）
- 3日 - 香港・北京ラリー'94（日本テレビ）
- 4日
  - 小椋佳・50歳からの青春（フジテレビ）
  - 命の詩片（テレビ朝日）
  - 各駅停車・人気駅弁89選・1312キロ食べ歩きの旅（テレビ東京）
- 5日 - いじめられた体験60%!また起きた中学生のいじめ苦自殺特集 "いじめ"（テレビ東京）
- 10日 - 鯨の海 オホーツクの知られざる生きものたち（関西テレビ）
- 11日
  - 梅宮辰夫一家・ニューカレドニアを食べる!!（日本テレビ）
  - 汗と涙の大決心!スター苦手克服大賞!（テレビ東京）
  - '94スター!わが家の重大にゅーす（関西テレビ）
- 13日
  - 史上最強!超豪華!!競演!ものまねバトル大賞（日本テレビ）
  - 観光バスが御用達!巨大食堂の舞台ウラ（テレビ東京）
- 14日 - 超本気!ウンナン世紀の対決!!命がけ芸能人VS格闘家 超体感ゲーム・バトルブチかましスペシャル（テレビ朝日）
- 16日 - 大家族スペシャル'94冬・泣いて!笑って!ケンカした!どっこい生きてる痛快江戸ッ子31人家族密着365日（フジテレビ）
- 17日 - 激突!スター氷上対決 人気番組大集合（テレビ朝日）
- 18日
  - 誰も知らない京都（日本テレビ）
  - 世界相撲選手権大会（テレビ朝日）
  - 三大めん・厳選41店超人気の秘密傑作選（テレビ東京）
  - ヒトラーの隠し財宝琉珀の間大捜索（TBS）
- 19日
  - 年末緊急生スペシャル・犯罪の瞬間100連発（フジテレビ）
  - 歳末商戦の舞台裏 師走・現ナマ大勝負（テレビ東京）
- 20日
  - 激突!15対15・名古屋×沖縄大家族てんやわんやスペシャル（日本テレビ）
  - 年末年始まだ間に合う!関東ローカル線の夢列車で穴場めぐり（テレビ東京）
  - 逸見政孝・メモリアル特別番組（日本テレビ）
- 22日 - 超ウラヤマシー!華麗な人生スペシャル 世界の大富豪に稼いだ日本人妻たち!!（フジテレビ）
- 23日
  - 飛行機が自動車になる日!日米欧夢のハイテク道路戦争（テレビ朝日）
  - 岡本夏生のX-MEN大好きスペシャル（テレビ東京）
  - 赤い夕日 小澤征爾、故郷の指揮台に立つ（札幌テレビ）
- 24日
  - 中村勘九郎&牧瀬里穂のフロリダ・ディズニーわくわく旅（日本テレビ）
  - ハリウッドの光のかげに 日系俳優マコの50年（RKB毎日放送）
  - クリスマススペシャル・家なき子アゲイン（日本テレビ）
- 25日
  - 長嶋茂雄が明かす!日本一優勝秘話（日本テレビ）
  - さんま・所の抱腹絶倒ドリームマッチゴルフ（TBS）
  - ナインティナインちょっとだけ背のびスペシャル!!（日本テレビ）
  - 南インドで神を見た!!奇跡のサイババに迫る（フジテレビ）
  - 二つの戦争 〜ベトナム独立戦争を闘った旧日本兵たち（テレビ朝日）
  - 華麗なるマーチ'94（テレビ東京）
  - 100万円争奪!史上最強の家族決定戦!（テレビ東京）
  - 郷ひろみ&二谷友里恵 8年目の愛情物語（関西テレビ）
- 26日
  - 雅・ナイナイのはまってみたいコギャル殺し油地獄（フジテレビ）
  - 年末恒例・国民的行事・列島縦断ニッポンの大そうじ（テレビ東京）
  - せめて、年の瀬だけはいい人になりたいスペシャル!涙と笑のドキュメントドラマ（テレビ朝日）
- 27日
  - 所さんのミュージックBOX それいいかもしんない!（フジテレビ）
  - 日本シリーズ あの一球（テレビ朝日）
  - 世界初!衛星中継 サイババ・宜保愛子が奇跡の直接対談!!（日本テレビ）
  - '94芸能界オールスター人間関係総崩れ特番!無礼講にて大忘年会!（TBS）
- 28日
  - ウンナン大全集'94（フジテレビ）
  - '94年末・志村けんスペシャル!爆笑大忘年会（テレビ朝日）
  - 長嶋監督VS川淵チェアマン初対談'94スポーツ（日本テレビ）
- 29日
  - ありがとう30年!!水前寺清子（テレビ東京）
  - 急げスキーDE冬休み（テレビ東京）
  - EDO裁判ショー（日本テレビ）
  - お笑い生出し大放送!（フジテレビ）
  - 愛川欽也のTVフランス座（フジテレビ）
- 30日
  - 目指せアトランタ!柔ちゃんの挑戦（フジテレビ）
  - 田原総一朗・"不透明" 政局を撃つ!!（テレビ朝日）
  - 豪打!巧打!一発逆転ゴルフ（テレビ東京）
  - たけし大全集'94（フジテレビ）
  - NECスペシャル 光と音の星・地球（テレビ朝日）
  - いくビデオくるビデオ（フジテレビ）
- 31日〜1995年1月1日
  - 2年越し!超超興奮!仰天"生"テレビ!!（日本テレビ）
  - テレビの鉄人!大晦日の祭典スペシャル（フジテレビ）
- 31日
  - 感動!スター思い出の童謡ベスト100（フジテレビ）
  - 華麗なる平成の皇室（日本テレビ）
  - お気に召するまま生放送総決算スポーツ忘年会（テレビ朝日）※「生放送こだわり6時間」枠の第1部
  - 何が出るか!?徹子の抱腹絶倒おしゃべり大晦日!!（テレビ朝日）※「生放送こだわり6時間」枠の第2部
  - 直撃!お騒がせ'94ニュースの主役たち（テレビ東京）
  - 戦後50年日本を元気にしたスーパーヒーローたち（テレビ東京）

### 2回放送以上のシリーズ番組
1月放送
- 1日
  - 財界四首脳・'94日本を語る（テレビ東京）
  - 爆笑生ムギ生ギャグ生放送!第27回初詣!爆笑ヒットパレード（フジテレビ） - 『第27回初詣!爆笑ヒットパレード』のタイトルとして事実上放送。
  - 平成あっぱれテレビ（日本テレビ）
  - 新春演芸スペシャル!!2001年お笑い大博覧会（テレビ朝日）
  - 日本列島湯けむり紀行（テレビ東京）
  - 湯けむりドッキリ!!日本縦断珍グルメ&温泉大旅行（TBS）
  - タモリ・たけし・さんまBIG3 世紀のゴルフマッチ（フジテレビ）
  - 新春・プロ野球オールスタークイズ日本一（テレビ東京）
  - '94新春イントロ大作戦!（フジテレビ）
  - 第31回新春かくし芸大会（フジテレビ）
  - 演歌・初春歌ごよみ（テレビ東京）
  - 巨人軍ハツラツサバイバルゲーム（日本テレビ）
- 2日
  - 新春特別企画!!これが世界のびっくり超人だ（フジテレビ）
  - プロ野球選手会オールスターゴルフ（テレビ朝日）
  - 大爆笑!新春東西寄席（テレビ東京）
  - 新春オールスター対抗歌合戦!!大相撲VSプロ野球（フジテレビ）
  - プロ野球オールスタースポーツフェスティバル（よみうりテレビ）
  - 史上最大の決戦'94超ウルトラいたずら大計画（TBS）
  - 激突!!ビートたけしのスポーツ・ワールド杯場外乱闘スペシャル（テレビ朝日）
  - 初笑い浪花の陣（ABCテレビ）
- 3日
  - 新春ビッグ放談（ABCテレビ）
  - 新春に豪打!プロゴルフ6人衆 PART5（テレビ朝日）
  - 衝撃の瞬間'94・密着!追跡!スクープ映像の裏側（テレビ朝日）
  - 第10回日本民謡民舞大賞（テレビ東京）
  - '94ニッポン大予想!!・所さんちの爆笑新年会（ABCテレビ）
  - 今年はこうなる!?'94爆笑大予言（よみうりテレビ）
  - オールスターチャリティーゴルフ大会（テレビ東京）
  - '94お正月だよ!美人女子アナ大宴会（フジテレビ）
  - 噂のCMガール'94新春大博覧会（TBS）
- 4日
  - 文珍・山瀬のほのぼの旅気分（名古屋テレビ）
  - プロ野球12球団対抗新春リレーマラソン（東海テレビ）
  - 新春オールスター 欽ドン! 同窓会スペシャル 良い正月悪いお正月普通の正月（フジテレビ）
  - 1994年新春とっておき米朝一座（関西テレビ）
- 5日 - 激録!交通警察24時（テレビ朝日）
- 7日 - 大相撲部屋別対抗歌合戦（フジテレビ）
- 8日
  - 森繁久弥の新春放談（日本テレビ）
  - 名球会チャリティーゴルフ（TBS）
  - 懐かしアニメ謎の初回スペシャル（フジテレビ）
- 9日 - 夢の対決!!BIG4ペアマッチゴルフ（フジテレビ）
- 12日 - あなたの思い出が今・一挙放送!70年代青春ヒット曲ベスト101（テレビ東京）
- 15日
  - プロ野球オールスター珍プレーゴルフ選手権（フジテレビ）
  - 第15回ABCお笑い新人グランプリ（ABCテレビ）
- 16日 - とび出せ!日本男児III（テレビ朝日）
- 18日 - 日本全国発車オーライ!おもしろ人情バスの旅・総集編（テレビ東京）
- 25日 - 第8回オールスタープロ野球12球団対抗歌合戦（フジテレビ）
- 28日 - 大評判!これが噂の名医2（TBS）
- 30日
  - 名球会 in ハワイ'94（日本テレビ）
  - ボク達同級生!!〜プロ野球40年会 IN 湯布院〜（関西テレビ）
- 31日 - 日本全国・これが最後の職人たち消える逸品・究極の美味IV（テレビ東京）

2月放送
- 1日 - かくし芸大会の裏側!とんでもないNGになってるスペシャル（フジテレビ）
- 5日
  - 雪まつりバラエティースペシャル'94（北海道テレビ）
  - VIP4テレビマッチPART2（フジテレビ）
  - ザ・雪まつり（札幌テレビ）
- 8日 - '94懐かしのちびっ子スター大行進最新版（フジテレビ）
- 9日 - ザ・激食王!!（テレビ朝日）
- 11日 - 感動エクスプレス9 三浦洋一の野人に会いたい（フジテレビ）
- 15日 - オールスター水泳大会25周年記念・同窓会スペシャル（フジテレビ）
- 22日 - '94懐かしアニメ涙と感動の知られざる名場面集!!（フジテレビ）
- 27日 - 石坂浩二の史上最強のクイズ王決定戦10回記念スペシャル（TBS）
- 28日 - 日本人の源流シリーズV「秘境ヒマラヤ精霊と生きる家族たち」（テレビ東京）

3月放送
- 4日 - 芸能界ぶったまげリクエストここまでヤル!?（フジテレビ）
- 10日 - 青春賛歌… "スター誕生!" 物語（日本テレビ）
- 13日
  - 輝け!ゴールデン・アロー賞授賞式（テレビ朝日）
  - 有名人秘蔵ペット&豪邸大公開II（テレビ東京）
  - 三宅裕司の電リクII 心に残る名曲たっぷり90分（TBS）
- 17日 - 第17回日本アカデミー賞授賞式（日本テレビ）
- 24日
  - '94プロ野球春の祭典 爆笑珍プレー好プレー最新版（日本テレビ）
  - 久米宏のがん戦争PART11（テレビ朝日）
- 27日
  - ゴルフ東西対抗チャリティー対抗大会（テレビ朝日）
  - 世界のスター動物大集合（関西テレビ）
- 29日
  - 緊急!!宜保愛子・真実への挑戦!マリリン・モンローの謎に迫る!!（日本テレビ）
  - ザ・ベストテン同窓会II 春の豪華版スペシャル（TBS）
- 30日 - 栄光の40年!どうしてこんなにドラマがおもしろいのスペシャル!!ドラマアカデミー賞II（TBS）
- 31日 - 今夜復活・紅白歌のベストテン（日本テレビ）※木曜スペシャル最終回

4月放送
- 3日 - 初公開!メニューにない特別料理…No.6（テレビ東京）
- 6日 - 明石家さんまの熱血!スポーツマン倶楽部5（TBS）
- 10日
  - 激食激辛激甘10種競技食の超人サバイバル!!これが驚異の胃袋王だ（TBS）
  - 全国縦断ガード下の名店珍店すごい店IV（テレビ東京）
- 17日 - 天使のうたごえ・ウィーン少年合唱団（テレビ朝日）
- 24日
  - 第23回広告大賞（フジテレビ）
  - 芸能人の恥ずかしグルメ大賞4（テレビ東京）
- 29日 - 上方漫才大賞（関西テレビ）
- 30日 - 第2回オールスターカラオケ名人大賞（フジテレビ）

5月放送
- 1日 - 輝け!!全日本うちのおフロ大賞III（テレビ東京）
- 2日 - G.W.決定版テーマパーク大特集（テレビ東京）
- 3日 - 感動エクスプレス10 蛭子能収のおもしろアフリカ漫画紀行（フジテレビ）
- 4日 - 大相撲スペシャル・密着取材!春巡業の裏側と横綱めざす男たちの激闘（テレビ東京）
- 6日 - FNS1億2,000万人のクイズ王決定戦!最後のクイズ王伝説（フジテレビ）
- 21日 - 決定!ミス・ユニバース世界大会（テレビ朝日）
- 22日 - 応演歌'94 じゃがいもの会・世界の難民にあなたの愛を!（テレビ朝日）
- 29日 - 有名人懐かしの寮・合宿の味に再会!II（テレビ東京）

6月放送
- 5日 - 奥の細道とれたてグルメ旅（日本テレビ）
- 10日 - 大家族スペシャル!!頑張れ!チビ玉三兄弟旅まわり一座を笑えて泣ける密着300日!!（フジテレビ）
- 12日 - 一流シェフが教える厳選うまい店15（テレビ東京）
- 13日 - 観光バスが御用達!巨大名物食堂の舞台裏II（テレビ東京）
- 19日 - 感動エクスプレス11 藤波辰爾の熱情砂漠紀行・カイロ発4000年ロード迷い旅（フジテレビ）
- 25日 - 第27回中間発表!日本有線大賞（TBS）

7月放送
- 3日 - 衝撃第4弾!!食通有名人老舗和菓子のワザに挑む（テレビ東京）
- 10日 - 夏休み日本民宿大賞II（テレビ東京）
- 11日 - 第13回メガロポリス歌謡祭（テレビ東京）
- 13日 - 日本のおもしろ大家族3（テレビ朝日）
- 19日 - 第4回オールスター歌う同窓会スペシャル（フジテレビ）
- 20日 - 激録!真夏の救急病棟24時（テレビ朝日）
- 24日〜25日 - FNS総力スペシャル1億2500万人の平成夏休みバラエティー（フジテレビ / FNS26局）
- 26日 - 第25回夏祭りにっぽんの歌（テレビ東京）
- 30日 - 独占生中継!'94隅田川花火大会（テレビ東京）

8月放送
- 2日 - 恐怖ミステリー 日本全国おばけマップII（テレビ東京）
- 6日 - 第18回鳥人間コンテスト選手権大会（よみうりテレビ）
- 20日〜21日 - 24時間テレビ17 「愛は地球を救う」（日本テレビ）
- 21日 - 三宅裕司の超世紀末ギャグアニメ・中崎タツヤワールド2（TBS）
- 26日 - ライオンスペシャル 第14回全国高等学校クイズ選手権（日本テレビ）

9月放送
- 2日 - 決定!第3回FNSドキュメンタリー大賞（フジテレビ / FNS系列局）
- 4日 - '94ミスインターナショナル世界大会（テレビ東京）
- 27日 - 驚異の霊能力者・宜保愛子スペシャル（TBS）

10月放送
- 3日
  - 行方不明児を探せ!驚異の超能力者 ノリーン・レニアII（日本テレビ）
  - 輝け!ロック爆笑族III（フジテレビ）
- 8日 - 芸能人ザッツ宴会テイメント大復活祭（日本テレビ）
- 11日 - 矢追純一UFOスペシャル（日本テレビ）
- 13日 - 衝撃特番!!超常現象に挑む!!（フジテレビ）※木曜ファミリーランド初回
- 15日 - 日本テレビ音楽の祭典（日本テレビ）
- 16日 - 第27回社会福祉大相撲（テレビ朝日）
- 20日 - 皇室スペシャル（日本テレビ）
- 23日 - ルワンダの悲劇 〜黒柳徹子のルワンダ報告〜（テレビ朝日）
- 28日 - 日本温泉旅館大賞III（TBS）
- 30日 - 外国人歌謡大賞（テレビ東京）

11月放送
- 1日 - 第20回歌謡祭（テレビ東京）
- 3日 - 感動エクスプレス13 田中健の心の大地・南アフリカ縦断（フジテレビ）
- 13日 - スター秘蔵ペット&豪邸大公開III（テレビ東京）
- 23日
  - 第8回全日本釣り選手権大会（テレビ東京）
  - あなたの思い出が甦る電リク生放送!70年代青春ヒット曲ベスト101（テレビ東京）
- 27日 - '94日本作詩大賞（テレビ東京）

12月放送
- 3日 - ウッチャンナンチャン1994年100大ニュース全ての現場に行って死ぬ気で写真におさめました!（日本テレビ）
- 6日 - '94FNS歌謡祭（フジテレビ）
- 7日 - 生特バン!板東・紳助の激突美女バトル今夜決定!'94ミス・ユニバース日本代表コンテスト（テレビ朝日、ABCテレビ）
- 9日 - 発表!第27回日本有線大賞（TBS）
- 17日 - 第27回全日本有線放送大賞（読売テレビ）
- 18日
  - 感動エクスプレス14 ガッツ石松の熱血ジブラルタル海峡（フジテレビ）
  - '94謎の年!ニュースの棚卸し（フジテレビ）
  - 全国童謡歌唱コンクール（テレビ朝日）
  - 第2回全日本カラオケ選手権大会（テレビ東京）
- 21日 - 日本のおもしろ大家族（テレビ朝日）
- 23日 - '94高校クッキング大会（日本テレビ）
- 25日 - ミッキーが贈る魔法と夢のXマス!（TBS）
- 28日 - さんま・清の夢競馬'94（関西テレビ）
- 29日 - 緊急生放送!凶悪犯罪バスターズ・全国警察24時（TBS）
- 30日〜31日 - 関口宏の報道30時間テレビ（TBS）
- 31日
  - '94全国おもしろニュース大賞（テレビ朝日）
  - 第45回NHK紅白歌合戦（NHK総合・衛星第2）
  - 第36回輝く!日本レコード大賞（TBS）
  - 第27回年忘れにっぽんの歌（テレビ東京）
  - 有名人の皆様ゴメンなさい…上岡龍太郎の超国民的バラエティ噂のあの人この事件 そこまでバラすか! ウワサの真相 年内決着スペシャル（テレビ朝日）
- 31日〜1995年1月1日 - ゆく年くる年（NHK総合）

#### 1年間で複数回放送された特番
- 1月1日、5月10日 - 元気で輝け!日本の100歳大集合（テレビ東京）
- 1月1日、5月28日、10月8日 - 第41・42・43回欽ちゃんの全日本仮装大賞（日本テレビ）
- 1月1日、10月16日 - 温泉旅館の美人お嬢様（テレビ朝日）
- 1月1日(2H)、4月8日(2H)、12月30日(総集編) - 第14・15・16回ビートたけしのお笑いウルトラクイズ（日本テレビ）
- 1月3日、6月21日 - タレントペットアカデミー（フジテレビ）
- 1月3日(第6弾)、3月29日(第7弾) - 史上最強の催眠術師 マーチン・セント・ジェームズスペシャル（TBS）
- 1月3日(2.5H・総集編)、4月1日(2H)、6月7日(1.5H)、8月9日(1.5H)、10月11日(2H)、11月15日(1.5H)、12月29日(2.5H) - スターどっきり（秘）報告（フジテレビ）
- 1月3日、3月28日、10月7日 - 元祖超極上スペシャル・超豪華&珍品料理 天国と地獄究極ツアー（日本テレビ）
- 1月3日、3月30日(最終回) - 黄金スペクタクルロマン 徳川埋蔵金大発掘!!（TBS）
- 1月4日、4月9日、8月16日 - 緊急スペシャル 超常現象を見た!（フジテレビ）
- 1月4日(2H)、4月1日(2H)、10月2日(2H)、12月29日(2H) - オールスター赤面申告!ハプニング大賞（TBS）
- 1月6日、10月14日 - さんま・所の乱れ咲き花の芸能界オシャベリの殿堂（日本テレビ）
- 1月6日、4月7日、10月13日 - 芸能界の裏のウラ!オールスター(秘)情報 特ダネクイズ決定版（よみうりテレビ）
- 1月8日、4月1日 - たけし・さんま世紀末特別番組!!世界超偉人伝説（日本テレビ）
- 1月9日、4月10日、8月4日、10月16日 - ムツゴロウとゆかいな仲間たち（フジテレビ）
  - 3月25日 - ムツゴロウのゆかいな犬スペシャル 動物王国と世界の犬物語
  - 10月1日 - ムツゴロウとゆかいな動物王国
- 1月11日(1.5H)、4月7日(2H)、9月30日(2H) - いたずらウォッチング!!（フジテレビ）
- 1月12日(第5弾)、6月15日(総集編) - 日本の超名門!!憧れのお嬢様大追跡（テレビ朝日）
- 1月13日(初回)、7月9日(第2弾) - 泣いた笑った! ご対面あの人に会いたい（日本テレビ）
- 1月16日(第3弾)、6月26日(総集編) - 演歌こそ我が命（テレビ東京）
- 1月18日(第2弾)、6月17日(第3弾) - 決定!熱狂Jリーグ超プレー大賞（フジテレビ）
- 1月23日、9月4日 - 石坂浩二の世界ビックリ動物大追跡（TBS）
- 1月26日(第2弾)、10月12日(第3弾) - 全日本究極のドケチ大集合（テレビ朝日）
- 1月28日、3月18日(大同窓会SPII)、5月27日、7月22日、9月23日、11月24日 - 志村けんのだいじょうぶだぁスペシャル（フジテレビ）
- 1月30日、11月13日 - 福留功男のテレビ公開捜査!（TBS）
- 2月4日(第3弾)、9月6日(第4弾) - 不況をぶっとばせ!超豪華・スターの別荘くまなく見せます3（フジテレビ）
- 2月4日、11日 - オリンピック感動スペシャル!!栄光のニッポン92個の金メダル（フジテレビ）
- 2月6日(第3弾)、3月27日(総集編) - 有名人思い出のおふくろ味（テレビ東京）
- 2月6日(初回)、7月10日(第2弾) - 関口宏の奇跡はこうして起こった（TBS）
- 2月7日、2月8日、10月3日、10月4日 - 昭和歌謡大全集（テレビ東京）
- 2月11日(初回)、4月21日(第2弾)、9月30日(第3弾) - ミステリーパニック 超常怪奇物を見た!（TBS）
- 2月13日、9月25日 - 名高達男の神秘の島ニューギニアに伝説の肉食恐竜 "ミゴー" を追う（TBS）
- 2月17日(初回)、7月23日(第2弾) - 輝く名曲60年代ベストヒット（日本テレビ）
- 3月6日(第3弾)、9月11日(第4弾) - 三宅裕司の東京大家族（TBS）
- 3月11日、8月26日 - 沼島の春よふたたび!お見合い大作戦（TBS）
- 3月15日(150回記念総集編)、6月28日、7月26日、8月30日(夏休みプレゼント傑作選)、9月20日、10月25日、11月22日、12月27日(年末特別総集編) - ドリフ大爆笑'94（フジテレビ）
- 3月20日(第69回)、9月18日(第70回) - 全日本ちびっこ歌まね大賞（テレビ東京）
- 3月21日、10月6日 - '94大家族スペシャル!!・ひとつ屋根の下（フジテレビ）
- 3月22日(1.5H)、10月14日(2H)、12月15日(2H) - わてらの陽気なオバタリアン（フジテレビ）
- 3月23日(2H)、9月26日(2.5H) - 潜入!列島縦断警察24時（テレビ朝日）
- 3月24日(初回)、9月16日(第2弾) - 完全保存!俺達の昭和ヒット曲 黄金時代!!（フジテレビ）
- 3月25日、9月29日 - 今夜あなたは目撃者…緊急生中継!全国警察犯罪捜査網（日本テレビ）
  - 12月26日 - '94お待たせ突撃生放送・今夜あなたは目撃者…密着24時!大都会の警察犯罪捜査網&史上最強報道スクープ映像一挙大公開!!
- 3月27日(2.5H)、9月26日(2.5H)、12月15日(2.5H) - 人気番組勢揃い!!最新!NGハプニング(秘)テレビの裏側大公開!（日本テレビ）
- 3月27日(第1弾)、10月15日(第2弾) - 帰ってきた家族対抗歌合戦（フジテレビ）
- 3月29日、10月3日 - '94FNS番組対抗!なるほど!ザ・春秋の祭典（フジテレビ）
- 4月2日、10月1日 - オールスター感謝祭'94超豪華!クイズ決定版この春・秋お待たせ特大号（TBS）
- 4月3日(第3弾)、10月6日(第4弾) - 世紀の一瞬!衝撃の映像クラッシュ!!（TBS）
- 4月3日、10月9日、12月30日 - '94FNS番組対抗!NG名珍場面大賞（フジテレビ）
- 4月4日、10月10日 - 第52・53回全日本そっくり大賞（テレビ東京）
- 4月5日、9月28日 - 緊急生放送!盗聴バスターズ出動!!あなたの私生活も狙われている（TBS）
- 4月8日、10月21日 - JNN28局総力決戦!新人美人女子アナ超過激日本一バトル!（TBS / JNN各局）
- 4月8日(第3回)、9月19日(第4回)、12月8日(第5回) - 明石家さんまのスポーツするぞ!大放送（フジテレビ）
- 4月10日(第3弾)、10月2日(第4弾) - 京都旅情スペシャル（ABCテレビ）
- 4月13日、11月30日 - 温泉改造大作戦密着120日!（テレビ朝日）
- 4月15日(第3弾、2H)、9月9日(第4弾、2H)、12月28日(第5弾、2.5H) - あなたも歌わずにはいられない!青春時代の名曲（TBS）
- 5月3日(1.5H)、9月26日(2H) - 決定版!平成初恋談義スペシャル（フジテレビ）
- 5月10日、10月10日 - 第1・2回オールスター爆笑!紅白大運動会スペシャル（フジテレビ）
- 5月13日、8月12日(上半期) - 発表!全日本カラオケベストテン（TBS）
- 5月15日、6月19日、12月18日 - ザ・同窓会（関西テレビ）
- 5月18日(第3弾)、10月19日(第4弾) - スターうわさのお宅大追跡（テレビ朝日）
- 5月28日、8月20日 - 宝くじ夢スペシャル（日本テレビ）
- 6月3日、11月11日 - 報道熱血スペシャル 白衣の天使密着24時・感動の看護婦最前線（フジテレビ）
- 7月15日(前半戦)、11月10日(後半戦)、12月31日(年末総集編) - プロ野球珍プレー・好プレー大賞'94（フジテレビ）
- 7月17日、8月28日、11月27日 - アッコ&上岡 こだわり歌のベストテン（関西テレビ）
- 8月14日(初回)、12月11日(第2回) - 板東英二のテレビ公開裁判（TBS）
- 9月27日 - 10男7女の大家族は大騒ぎだ!スペシャル（日本テレビ）
- 10月4日、12月31日 - ダウンタウンの裏番組をブッ飛ばせ!!（日本テレビ）
- 11月1日(第10弾、1.5H)、12月13日(10周年記念総集編、2H) - 世界の超豪華・珍品料理（フジテレビ）
- 4日、12月16日 - バカヤロー責任者出て来い!（TBS）

### レギュラー番組のスペシャル版
- 1月1日
  - 新春ズームイン!!朝!（日本テレビ）
  - 笑点スペシャル（日本テレビ）
  - クイズ!タモリの音楽は世界だ!スペシャル（テレビ東京）
  - たかじんnoばぁ〜新春90分スペシャル（よみうりテレビ）
- 1月2日
  - 陽春天皇ご一家（フジテレビ）
  - 報道2001新春スペシャル（フジテレビ）
  - おめでとう!いい朝7時（毎日放送）
  - 関口宏のサンデーモーニング新春スペシャル'94（TBS）
  - シンクタンク大予想・どうなる'94日本経済（テレビ愛知）
  - アッコにおまかせ!新春豪華版スペシャル（TBS）
- 1月2日、4月3日、10月9日、12月25日 - 知ってるつもり?!スペシャル（日本テレビ）
- 1月2日、4月2日 - COUNT DOWN TV Special（TBS）
- 1月3日
  - 皇室アルバム新春特別番組「雅子さまと皇居の祝典絵巻」（毎日放送）
  - 三菱ダイヤモンド・サッカースペシャル（テレビ東京）
  - 愛ラブSMAP!電撃キッズ隊新春スペシャル（テレビ東京）
- 1月4日
  - ポンキッキーズお年玉ですスペシャル（フジテレビ）
  - '94新春スーパーワイドおめでとうスペシャル（TBS）
  - タイムアングル拡大版（フジテレビ）
- 1月4日、4月5日 - これは知ってナイトスペシャル（ABCテレビ）
- 1月6日 - お熱い夜をあなたに新春スペシャル（フジテレビ）
- 2月9日、3月30日、9月21日、12月14日 - いい旅・夢気分スペシャル（テレビ東京）
- 2月11日 - ざこば・鶴瓶らくごのご生スペシャル（ABCテレビ）
- 2月14日 - 拝見スターの晩ご飯スペシャル（テレビ東京）
- 2月27日 - Theゲームパワースペシャル（テレビ東京）
- 3月12日 - テレビ寺子屋・科学スペシャル（テレビ静岡）
- 3月23日、10月12日、12月21日 - 志村けんはいかがでしょう90分拡大スペシャル（フジテレビ）
- 3月23日
  - 元気増進!健康堂本舗スペシャル（テレビ東京）
  - MJ SPECIAL（フジテレビ）※最終回
  - 私の葬送行進曲スペシャル（フジテレビ）※最終回
- 3月25日、8月4日、10月14日、12月16日 - クイズところ変れば!?2時間スペシャル（テレビ東京）
- 3月27日、9月25日 - たけし・所のドラキュラが狙ってる・ノーカット延長戦!!（毎日放送）
- 3月28日(最終回) - 追跡スペシャル 〜さよなら、今夜で見納め〜（日本テレビ）
- 3月29日(2H)、9月27日(2H)、12月27日(3H) - さんまのナンでもダービースペシャル（テレビ朝日）
- 3月30日 - 音楽の正体1時間スペシャル（フジテレビ）
- 3月31日、9月29日 - 上岡龍太郎スペシャル・Mr.レディー50人豪華版!（TBS）
- 4月2日(1.5H)、10月15日(2H)、12月30日(1.5H) - 風まかせ 新・諸国漫遊記スペシャル（フジテレビ）
- 4月2日(2H)、10月22日(2H) - 週刊スタミナ天国スペシャル（フジテレビ）
- 4月3日(1H)、8月7日(1H)、10月9日(2H)、12月31日(1.5H) - あっぱれさんま大先生スペシャル（フジテレビ）
- 4月4日、12月28日 - スーパータイムスペシャル（フジテレビ）
- 4月4日(2.5H)、10月3日(2.5H) - あんたが主役大賞&超人気番組NGビデオ大賞（テレビ朝日）
- 4月6日(初回1H)、10月5日 - 目撃!ドキュン60分スペシャル（テレビ朝日）
- 4月6日、9月28日(最終回) - 食キングクイズ!地球まるかじりスペシャル（テレビ東京）
- 4月8日、9月30日 - 驚きももの木20世紀2時間スペシャル（ABCテレビ）
- 4月10日(1.5H)、10月16日(2H)、12月22日(1H、ゴールデン、5周年記念SP) - ダウンタウンのガキの使いやあらへんで!!スペシャル（日本テレビ）
- 4月18日(初回、2H) - 草野仁のTVアゲイン初回2時間スペシャル（テレビ東京）
- 5月30日(1H) - 千昌夫の評判家族!60分スペシャル（テレビ東京）
- 7月17日(1H)、12月11日(1H) - ゲーム王国スペシャル（テレビ東京）
- 7月29日、9月30日、12月23日 - おまかせ!山田商会2時間スペシャル（テレビ東京）
- 8月12日(1.5H、ゴールデン) - '94夏祭り!ツルヒロMORIMORIスーパーステージ（フジテレビ）
- 8月13日 - 釣り・ロマンを求めて夏休みスペシャル（テレビ東京）
- 8月27日、10月15日、12月30日 - 電波少年INTERNATIONAL（日本テレビ）
- 8月30日、10月11日 - 開運!なんでも鑑定団2時間スペシャル（テレビ東京）
- 9月11日 - 史上最強格闘バトル!!極悪南原軍VS正義の超セクシー隊（テレビ朝日）
- 9月27日 - 文学ト云フ事スペシャル（フジテレビ）
- 9月29日(2H) - ラスタとんねるず'94!!最終回スペシャル（フジテレビ）
- 9月29日、12月30日 - ダウンタウンDXDX芸能界の皆様には大変失礼致しまスペシャル（よみうりテレビ）
- 10月2日、12月25日 - ダウンタウンのごっつええ感じスペシャル（フジテレビ）
  - 12月29日 - '94ダウンタウン大全集
- 10月8日 - 恋のから騒ぎ…大騒ぎスペシャル（日本テレビ）
- 10月9日 - 人間マンダラスペシャル・目指せ!紳助・巨人〜漫才に賭ける若者たち〜（関西テレビ）
- 10月10日(1H) - ファッション通信スペシャル（テレビ東京）
- 10月11日(1.5H) - 三枝の愛ラブ!爆笑クリニック秋の特大スペシャル（関西テレビ）
- 10月16日 -  サザエさん放送25周年記念スペシャル（フジテレビ）[8]
- 11月3日 - 藤原弘達のグリーン放談スペシャル（テレビ東京）
- 12月12日 - HEY!HEY!HEY!嵐の2時間スペシャル（フジテレビ）
- 12月16日(1H) - 発明将軍ダウンタウンスペシャル（日本テレビ）
- 12月21日 - 追跡!テレビの主役2時間スペシャル（テレビ東京）
- 12月23日
  - 長嶋ジャイアンツと見よう!新発見・大発掘 独占SPORTS感激のいい話スペシャル（日本テレビ）
  - AXEL X'mas SPECIAL（テレビ朝日）
- 12月24日
  - TVおじゃマンボウ'94年末スペシャル（日本テレビ）
  - 聖夜もヒッパレ（日本テレビ）
- 12月25日 - '94総決算!!TVダイジェスト仰天人生すべて見せますスペシャル!（テレビ朝日）
- 12月26日 - 笑っていいとも!年忘れ特大号（フジテレビ）
- 12月27日
  - タモリのジャングルTV年末特大スペシャル（毎日放送）
  - スーパー競馬年忘れスペシャル（フジテレビ）
- 12月29日
  - 年忘れ!!まっ昼ま王スペシャル（テレビ朝日）
  - ニュースステーション10周年特大スペシャル（テレビ朝日）
- 12月30日
  - モーニングEye年末拡大スペシャル（TBS）
  - 探偵!ナイトスクープVSクイズ!紳助くん（ABCテレビ）
  - 天使のU・B・U・Gスペシャル（フジテレビ）
  - カーグラフィックTVスペシャル（テレビ朝日）
- 12月31日
  - 渡辺篤史の建もの探訪1994年末スペシャル!!（テレビ朝日）
  - 土曜大好き!年末スペシャル（関西テレビ）
  - 年忘れ笑っていいとも!増刊号スペシャル（フジテレビ）

## この年のキャンペーン
- 「virginからはじめよう。」（日本テレビ）
- 「-yes,TBS」（TBS）
- 「テレビって、□」（フジテレビ、春）
- 「PUSH」（フジテレビ、秋）
- 「あります。〔○○〕テレビ朝日」（テレビ朝日）
- 「チュッ!」（テレビ東京、開局30周年記念）